# ワクチン忌避

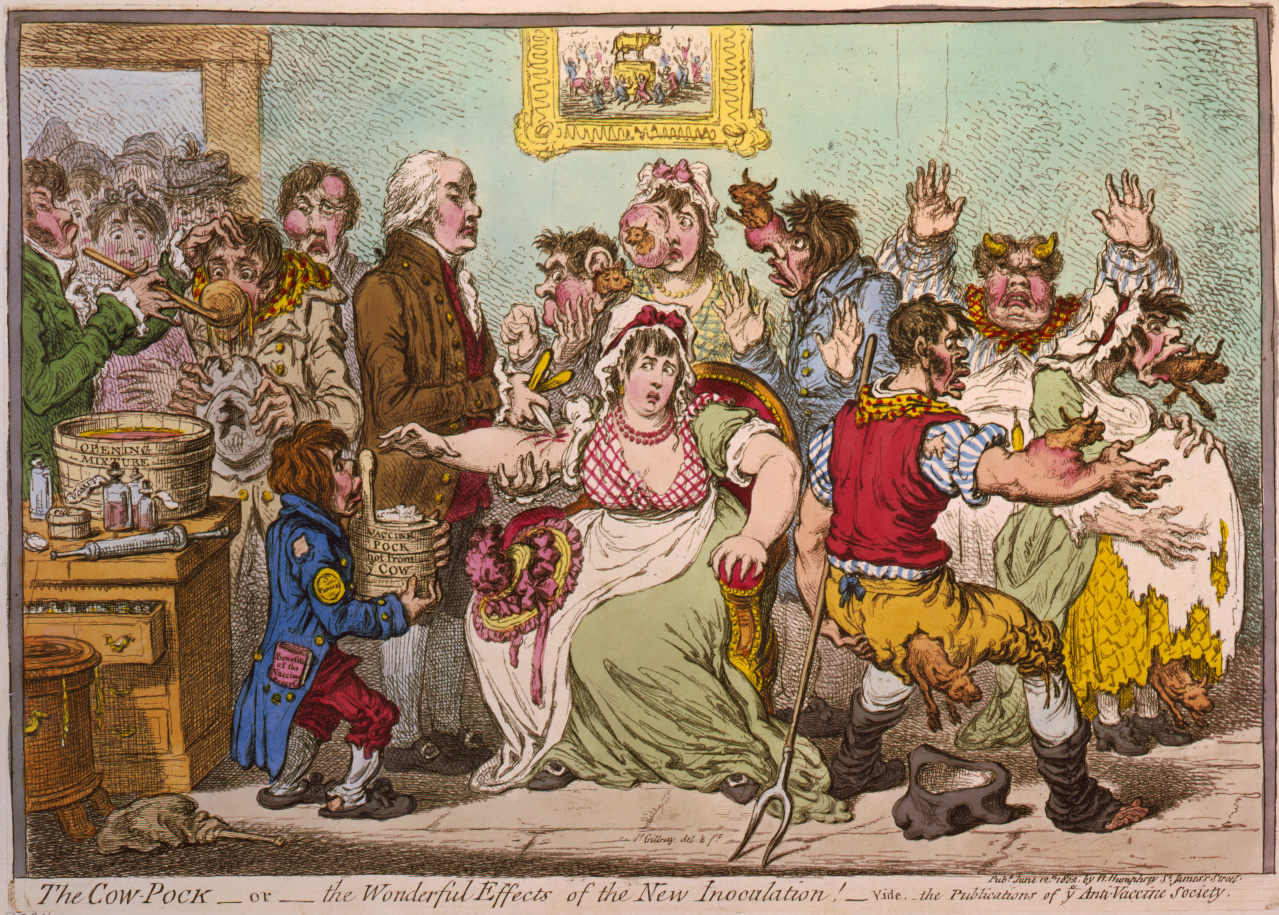
ジェームズ・ギルレイ『牛痘あるいは新しい予防接種のすばらしい効果！』（1802年）。エドワード・ジェンナーが最初のワクチンを投与した後に制作されたこの版画は、牛痘を接種された患者が、牛のようになるのではないかと恐れる様子を描いている。

ワクチン忌避（ワクチンきひ、英語: vaccine hesitancy）またはワクチンへのためらい（躊躇）とは、ワクチン接種が受けられるにもかかわらず、接種を遅らせたり、拒否したりすることである。ためらいの程度には、「接種するが迷いがある、一部のワクチンを拒否したり遅らせる、拒否するが迷いがある、すべて拒否」などの幅がある。ワクチンは一般的に副反応のリスクより、個人や集団全体の病気や後遺症、死を減らす利益の方がはるかに大きいという科学的コンセンサスがある。そのため、世界保健機関（WHO）はワクチンのためらいを「世界的な健康上の脅威トップ10」にあげている。
反ワクチン（英語: anti-vaccination）は、ワクチン接種に全面的に反対することを指し、反ワクチン主義者は、anti-vaxxers（アンチバクサー）またはanti-vaxとして知られている。反ワクチン主義者は「ワクチン接種はヒトにとって有害である」という考えのもと、社会および個人に対してワクチンの危険性を訴え、他者にワクチン接種をためらわせる。主張の内容は概ね「ワクチンを接種するよりも、自然感染したほうがよい」「ワクチン接種によって深刻な副反応（病気や死など）が引き起こされる」「ワクチン接種には効果がない」「政府や製薬会社、医師たちの利権により必要のないワクチンが打たされている」というものである。反ワクチン主義者や非主流科学の医師により広められたデマ、陰謀論、誇張された情報は、ワクチンの安全性や有効性に不信感を抱かせ、ワクチンで防ぐことができる危険な病気のワクチン接種率を低下させている。COVID-19のパンデミック時、SNSの広告収入などによる反ワクチン活動の収益化が進み、反ワクチンは個々の不安に付け込んだ、経済効果が年間約1250億円の国際的な情報ビジネスに成長した。同じように公衆衛生上の感染対策忌避の活動として、新型コロナウイルス感染症流行でマスクの着用に反対する反マスク（anti-masker）がある。

## ワクチン忌避の背景
ワクチンのためらいは複雑で、時期や地域やワクチンの種類によって異なる。主な要因にはワクチンがどのように作られ、どのように機能するかについての適切な科学的根拠に基づく知識と理解の欠如といったものや、注射針への恐怖、安全性への懸念、医療や公的機関に対する信頼性の欠如（Confidence）、病気の危険性を過小評価しワクチンの必要性や価値を感じていない（Complacency）、接種場所や時間や金銭面などの利便性の不足（Convenience）、自然派なもの、宗教的なものなどがあげられる。ワクチンに強く反対する人は医療や公的機関への信頼が低い特徴があり、ワクチンをためらう人は安全性への懸念から迷うことが多い。様々な信条や、ワクチンの副反応のリスクと利益を比べて行う「接種しない」という意思決定は尊重されるべきだが、その判断は正確な情報を提供された上で行われなければならず、接種しない場合にはワクチンで予防できる病気の症状や後遺症、死亡のリスクを受け入れることになる。ワクチン接種には必ず副反応のリスクが伴い、効果は100%ではないが、リスクの評価を行う大原則は、選択肢それぞれのリスクを公平に調べて選ぶことである。ワクチンのためらいは、200年以上前にジェンナーが種痘を開発したときから存在するが、メディアやSNSなどの発展で命に関わる危険なデマが広がりやすくなっている。

## ワクチンの効果

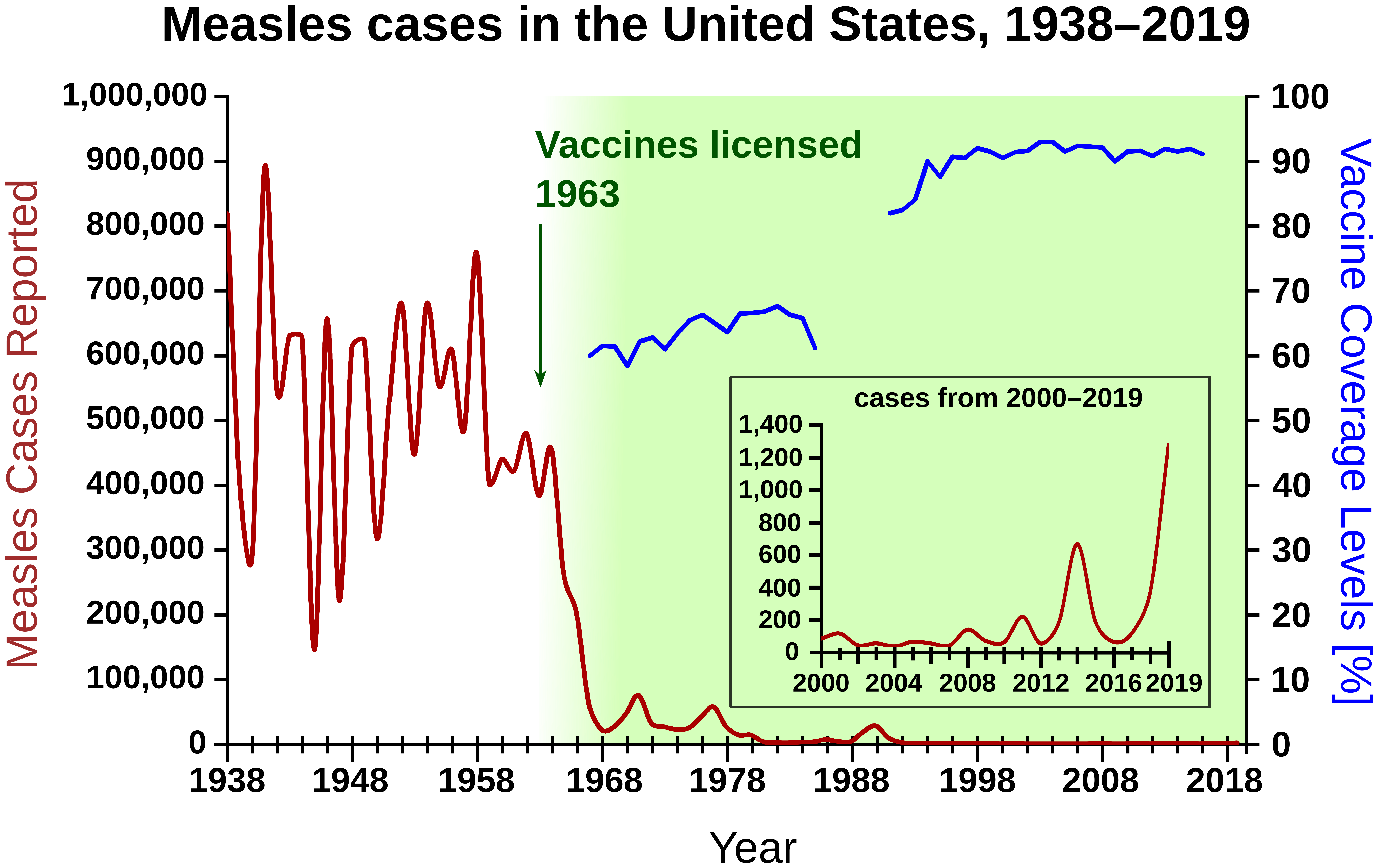
麻疹の発症率は、予防接種が導入されると急激に低下した

ワクチンの効果に関する科学的証拠は十分に確立されている。 ワクチンによって、世界中で毎年200万から300万の死亡が予防され、推奨されるすべてのワクチンを使用した場合、さらに毎年150万の死亡が予防できる。 ワクチンは、かつてヨーロッパで7人に1人の子どもを殺した天然痘を根絶し 、ポリオもほぼ根絶された。 子どもの細菌性髄膜炎やその他の重篤な疾患の主な原因であるインフルエンザ菌（Hib）による感染症は、1988年にワクチンが導入されて以来、アメリカでは99％以上減少した。 ある年に生まれたアメリカのすべての子どもに出生から思春期まで完全にワクチンを接種すると、3万3000人の命を救い、1400万の感染を防ぐと推定されている。
感染症の減少は、ワクチンではなく衛生環境の改善によるものであるとか、特定のワクチンが導入される前にこれらの病気はすでに減少していたと主張する反ワクチン文献があるが、これらの主張は科学的データに基づいていない。ワクチンで予防できる病気の発生率は、特定のワクチンが導入されるまでは時間の経過とともに変動する傾向があり、ワクチンの導入と同時に発生率はほぼゼロに低下する。ワクチンに関する一般的な誤解に対抗するアメリカ疾病予防管理センター（CDC）のウェブサイトは、「ちょうどその病気のワクチンが導入された時期に、衛生状態の改善がそれぞれの病気の発生率を低下させたと信じろというのだろうか」と論じている。

### 集団の健康

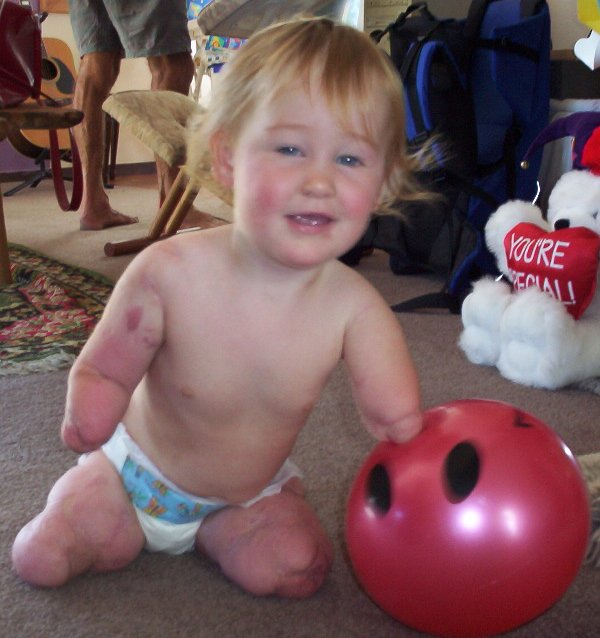
シャーロット・クレバリー=ビスマンは、髄膜炎菌感染症により、生後7か月で四肢の一部を切断した。周囲の多くの人たちがワクチン接種をして流行を防げば、彼女のようにワクチンを接種できない幼い子どもや弱い人たち病気からを守ることができる

ワクチンの接種率が低いと、集団免疫が低下するため、ワクチンを接種した人を含む集団全体の疾病リスクが高まる。例えば、麻疹ワクチンは1歳になってから接種をするが、ワクチンを接種した母親から胎盤を通じて移行した抗体が消失してからワクチンを接種するまでの子どもは脆弱であることが多い。もし周囲の人たちがワクチンを接種していれば、集団免疫によってこの脆弱性を減らすことができる。アウトブレイク時またはアウトブレイクの危険性がある時に集団免疫を強化することは、集団予防接種を正当化する理由として最も広く受け入れられている。新しいワクチンが導入されたとき、集団予防接種は急速に接種率を高めるために役立つ。
集団の十分な割合がワクチン接種を受けていれば、集団免疫が効果を発揮し、幼すぎる、高齢である、免疫不全である、またはワクチンの成分に対して重度のアレルギーがある、などの理由でワクチンを接種できない人々のリスクを低下させることができる。免疫の機能が低下した人が感染すると、その経過は一般の人よりも悪いことが多い。

### 自然感染との比較
その感染症に自然感染して治癒する方が、ワクチン接種と比べて強い獲得免疫が得られるという主張がある。しかし得られる免疫防御の強さと持続時間は、各疾患とワクチンによって異なり、一部のワクチンは自然感染よりも優れた防御を与える。また、ワクチンにより感染者が減少し、人々が病原体にさらされる機会が減るため、感染症に対する免疫が弱まるという主張もある。しかし、健康であるために病気になる必要はなく、自然感染は重篤な症状や後遺症、死亡のリスクを伴う。ワクチンは病気のリスクを回避して免疫を得るために開発され、活用されている。

### 費用対効果
一般的に使用されているワクチンは、個人や集団全体の病気や後遺症を起こすリスクを減らす利益が、副作用の害を大幅に上回るため、病気の治療など他の医学的介入と比較して、最も費用対効果が高い。2001年のアメリカでは7つの病気に対する小児の定期的な予防接種の普及と実施に約28億ドルを支出したが、これらの予防接種の社会的利益は直接的な医療費100億ドルを含む466億ドルと推定され、費用便益比は 16.5であった。ワクチンの費用対効果が高いため、多くの国では推奨される予防接種は基本的に無料であり、病気の治療に対して自己負担を求めている。

### 必要性
ワクチンには、普及すればするほど必要性を感じにくくなるという逆説がある。ワクチンの接種率が上がり、病気の恐怖を低下させることに成功すると、その病気の危険性を見聞きする機会が減り、ワクチンの恩恵を忘れる。もし十分な数の人々が、ワクチン接種をせずに集団免疫の恩恵にあずかろうという「ただ乗り」を望むようになれば、ワクチン接種の水準は集団免疫が機能しなくなる水準まで低下する可能性がある。
ワクチンは自動車のシートベルトに例えられる。シートベルトは事故にあったときの被害を軽減できるが、事故に遭わないことを保証するものではなく、シートベルトをしていても安全運転をして事故を回避することが大事である。また、シートベルトが不快だったり、していても被害を受けることはあるが、シートベルトをしないことよりもすることの利益が上回るために、「シートベルトは無意味、不必要」とはならない。

## ためらい、拒否の要因

### 安全性に関する懸念
ワクチン接種に反対する人の中には、ワクチン接種が公衆衛生にもたらした改善を公然と否定したり、陰謀論を信じている者もいるが、安全性に関する懸念をとりあげることがはるかに多く一般的である。
他の医療行為と同じく、ワクチンには重度のアレルギー反応などの深刻な合併症を引き起こす可能性があるが、それらは極めてまれであり、ワクチンで予防する病気による同様のリスクに比べてはるかに少ないものである。しかし、他のほとんどの医学的介入と異なりワクチンは健康な人に投与されるため、より高い安全基準が要求される。そのため、予防接種の安全性については、科学界で非常に重要視されており、有害事象のパターンを探すために、常に多くのデータソースを監視している。
ワクチン接種プログラムの成功が拡大して、ある種の病気の発生が減少するにつれ、人々の関心はその病気の危険性からワクチン接種の危険性へと移行し、ワクチン接種をためらう一因となる。

#### 自閉症
ワクチンと自閉症との関連性については広く研究されており、誤りであることが判明している。ワクチンと自閉症の発生率の間には因果関係はもちろん相関関係すらなく、チメロサールを含むワクチンの成分は自閉症を引き起こさないことが確かめられている。それにもかかわらず、現在でも反ワクチン運動は自閉症との関連を主張し続けている。

##### チメロサール
チメロサールは、一部の複数回投与ワクチン (同じバイアル瓶を開封して複数の患者に使用する) の汚染を防ぐために少量使用される保存料である。その有効性の一方で、エチル水銀を含むため、水俣病で問題になったメチル水銀と混同されたこともあり自閉症の原因ではないかと疑われた。エチル水銀の半減期はメチル水銀よりはるかに短く、体内で速やかに分解され排出される。チメロサールが有害であるという根拠はないが、1999年にアメリカ疾病予防管理センター (CDC) とアメリカ小児学会 (AAP) は「予防的」措置により、できる限り早くワクチンからチメロサールを除去するようワクチンメーカーに要請した。現在では、インフルエンザワクチンの一部の製剤を除き、アメリカと欧州で一般的に用いられているすべてのワクチンに、チメロサールは用いられていない。製造工程上、一部のワクチンには微量に残存していることがあるが、最大でも1回1 - 4 μgであり、これは農林水産省の定めた魚介類を食べた際に摂取する総水銀の基準摂取量＝体重1 kgあたり4 μg/週（3歳児の平均13 - 14 kgで52 - 56 μg）を大きく下回る。また、妊婦が毎週食べ続けても安全なマグロ（クロ、メバチ）の摂食量は、80 g程度/週＝水銀量は43.2 μgであり、年1 - 2回のワクチンの水銀は、妊婦に許容される水銀摂取量と比べても微量である。
CDCとAAPによる予防的な除去の要請は、有害の肯定であると誤解されたが、チメロサールが自閉症を引き起こす要因であるとする科学的証拠は存在せず、チメロサールと自閉症との関係は否定されている。これはチメロサールが小児用ワクチンから除去された後も自閉症の発生率が増加し続けていることからも明らかである。2000年以降、アメリカの親たちはチメロサールが子どもの自閉症を引き起こしたと主張して、連邦基金からの法的補償を求める訴訟を行ってきたが、2004年のアメリカ医学研究所 (IOM) の委員会は、チメロサール含有ワクチンと自閉症との間にいかなる因果関係も認められないと結論している。

##### MMRワクチン
1998年にイギリスの医師アンドリュー・ウェイクフィールドが、MMRワクチン（麻疹、おたふく風邪、風疹の3種混合ワクチン）が原因で自閉症になるという捏造された論文を『ランセット』に発表した。これをきっかけに反ワクチン運動が活発化し、MMRワクチン接種を拒否する親が急増した。この論文を受けて、多くの研究グループが検証を行ったが、複数の大規模調査研究やメタアナリシスでも、自閉症とMMRワクチンとの間に関連はないことが確かめられた。
その後の調査により、ウェイクフィールドの開示されていない利益相反（薬害訴訟を計画する弁護士から依頼されていた、麻疹単独ワクチンの特許を出願していた等）や証拠の捏造・改ざんなどの複数の不正行為が判明した。2010年、ランセットは調査に基づき論文を撤回し、英国の医事委員会（GMC）はウェイクフィールドの医師免許を剥奪した。2011年のブリティッシュ・メディカル・ジャーナル（BMJ）の付随論説では、ウェイクフィールドの論文は「ワクチン接種率を低下させ、数十万人の子どもを危険にさらし、自閉症の真の原因に関する研究からエネルギーと資金をそらす『手の込んだ詐欺』である」と記述している。その後ウェイクフィールドはアメリカで反ワクチン運動の活動家になり、「医学と政府に立ち向かい圧力に潰された殉教者」として、英雄視されている。2016年、ウェイクフィールドはMMRワクチンと自閉症を関連付ける映画を制作し、この映画が上映された国でワクチンの接種率が大きく低下した。
2009年2月12日、全米ワクチン被害補償プログラム (National Vaccine Injury Compensation Program) に基づく請求を審査するためにアメリカで招集された特別法廷は「チメロサールを含むワクチンが免疫機能障害の原因になること、あるいはMMRワクチンが自閉症もしくは胃腸機能障害の原因になることを証明できなかった」とし、自閉症の子どもの親は、特定のワクチンが彼らの子どもに自閉症を引き起こしたという主張において補償を受ける権利がないとの裁定を下した。

#### アルミニウム
ワクチンに含まれるアルミニウムは、アジュバント（補助剤）として免疫反応を増強するために用いられている。場合によっては、これらの化合物は発赤、痒み、微熱を伴うことがあるが、重篤な有害事象とは関係がない。アルミニウム含有ワクチンで生じる局所的マクロファージ筋膜炎 (MMF) が全身の機能異常と関連すると主張する研究もあるが、近年の症例対照研究では、MMF病変が認められる個人に特異な臨床症状は見つからず、アルミニウム含有ワクチンが重篤な健康リスクをもたらすという根拠は存在しない。また、ヒトはワクチンよりも、食品や飲料水で日常的に大量の天然由来アルミニウムにさらされている。アジュバントを含むワクチンは、使用が許可される前に臨床試験で安全性と有効性が確認され、承認後もCDCとFDAによって継続的に監視されている。

#### ホルムアルデヒド
ウイルスを不活化させる際にホルムアルデヒドを使うことがあるが、ワクチンに残存する可能性のあるごく微量（最大で307.5 μg）では、人体に自然に存在する量よりはるかに少ないため、健康への影響は無視できるものと結論づけられている。リンゴ1個には428.4 - 1,516.4 μgのホルムアルデヒドが含まれ、平均的な新生児は常に約575 - 862 μgのホルムアルデヒドが体内で生成されて血液中を循環している。さらに、人体は、ワクチンに存在する少量のホルムアルデヒドと同様に、自然発生するホルムアルデヒドを分解する能力があり、ワクチンに存在する少量のホルムアルデヒドへのまれな暴露と癌を関連付ける証拠はない。

#### ワクチン・オーバーロード
ワクチン・オーバーロード (vaccine overload, ワクチンの免疫過負荷) は医学用語ではなく、一度に多くのワクチンを接種することで子供の未熟な免疫系が酷使されたり弱められたりし、副反応に繋がるという考え方である。この考えを強く否定する科学的なエビデンスがあるにもかかわらず、ワクチンの免疫過負荷が自閉症（免疫疾患ではない）を引き起こすと信じる自閉症児の親がいる。このような誤解は予防接種の大きな障壁であり、多くの親が子供への予防接種を遅らせたり避けたりする要因になっている。
ワクチン・オーバーロードの概念は、複数の点で欠陥がある。ここ数十年でワクチンの数は増加しているものの、ワクチンの改善により、含まれる抗原のもとになる成分の種類は少なくなっている。2009年にアメリカの子供に投与されている14種類のワクチンに含まれる免疫成分の種類は、1980年に投与されていた7種類のワクチンの10%以下である。
ワクチンによる負荷は、子供が1年間に自然に遭遇する病原体による負荷と比較して極めて小さく、発熱や中耳炎といったありふれた小児疾患はワクチンよりも免疫系に対するはるかに大きな脅威となる。また、予防接種は、複数の同時接種であっても、免疫系を弱めたり全体的な免疫に害を与えたりしないことが複数の研究によって示されている。ワクチン・オーバーロード仮説を支持するエビデンスは存在せず、また直接的に矛盾する知見が存在することから、現在推奨されている予防接種プログラムは免疫系の過剰な負荷となったり、免疫系を弱めたりすることはないと結論付けられている。

#### ギラン・バレー症候群
ギラン・バレー症候群は、複数の末梢神経が障害される自己免疫疾患であり、ウィルスや細菌の感染後に発症することが多い。症状の進行は急速で、風邪等の上気道感染や下痢を伴う胃腸炎の感染時に働く免疫が、外敵と誤って自分自身の末梢神経を攻撃することで起こると考えられている。この免疫機能障害は、あまり一般的ではないが手術やワクチン接種がきっかけになることもある。
季節性インフルエンザワクチンは、ギランバレー症候群を誘発する可能性が指摘されているが、これは100万回に1例（1000回あたり0.001人）程度の非常に稀なものである。インフルエンザの自然感染は、インフルエンザワクチン接種よりもギラン・バレー症候群の強い危険因子であり、ワクチン接種でインフルエンザに罹患するリスクを減らすことで、ギラン・バレー症候群のリスクを低下させることができる。

#### インフルエンザワクチン
インフルエンザワクチンの有効性や安全性は科学的に確かめられており、WHOは「ワクチン接種は、インフルエンザの感染や重症化を防ぎ、重篤な合併症を予防する最も効果的な手段である」としている。治療薬のタミフルは、有症状期間を約1日短くするが、重症化を減らすかは確かではない。
CDCの予防接種の実施に関する諮問委員会、アメリカ産科婦人科学会、アメリカ家庭医学会はすべて、次に挙げる理由から妊婦への定期的なインフルエンザの予防接種を推奨している。
- 妊娠後期の2か月間は、インフルエンザに関連した重篤な合併症のリスクがある
- 妊娠していない女性と比較して、インフルエンザに関連した入院率が高いこと
- 母親の抗インフルエンザ抗体が子供に移行する可能性があり、子どもをインフルエンザから守ることができる
- いくつかの研究において、妊婦や子供へのワクチン接種による害がないことが示されている

この推奨にもかかわらず、2005年の調査では、アメリカの健康な妊婦のうちインフルエンザの予防接種を受けたのはわずか16%であった。

#### HPVワクチン
HPV（ヒトパピローマウイルス）は子宮頸がんや、中咽頭がん、肛門がん、陰茎がんの原因になり、子宮頸がんの95%、中咽頭がんの75%がHPVが原因だと言われている。日本では毎年約1万人が子宮頸がんにかかり、約3000人が死亡するが、4価HPVワクチン（子宮頸がんワクチン）はその約60 - 70%を予防できる。2023年4月から日本で定期接種になる9価HPVワクチンは、9種類のウイルスの感染を防ぐことができ、子宮頸がんの約90%を予防できる。HPVワクチンは重篤な副反応に関連しないことが知られており、世界110カ国で公的な接種が行われ、カナダやイギリス、オーストラリアなどの接種率は約8割となっている。集団免疫の獲得や、男性自身の病気も防げるため、海外では男性も無料接種の対象にする国が増えており、日本でも男性の定期接種化を求める活動が行われている。
日本では、2013年にHPVワクチンが定期接種となったが、因果関係が不明な有害事象の報告が相次ぎ、マスコミ報道などの影響によりワクチンへのためらい・批判が高まった。それにより、厚生労働省は定期接種を継続しつつも積極的な勧奨を中止した。その結果、一時は70%以上あった接種率は1%未満に激減した。これは世界的に見ても特殊な状況で、同時期の接種率はイギリスやカナダ、スウェーデン、オーストラリアなどで約80%だった。
HPVワクチンに関する日本の世論は、全国子宮頸がんワクチン被害者連絡会（事務局長：池田利恵）の活動と報道に大きく影響された。特に影響が大きかったのは、ワクチン接種後に不随意運動を発症したとされる少女たちの映像がテレビで繰り返し放送されたことであった。国会でも2013年、HPVワクチンの安全性や必要性について議論が行われ、上野通子や山谷えり子議員からは「性交渉の低年齢化に拍車をかける」などの懸念が表明された。また、2016年3月、厚生労働省のHPVワクチン副反応研究班の池田修一教授（当時）がマウス実験の予備的結果をもとに「明らかに脳に障害が起こっている」と発表した。この発表に対し、信州大学の調査委員会は科学的検証が不十分であると指摘し、厚生労働省も「HPVワクチン接種後に生じた症状がHPVワクチンによって生じたかどうかについては何も証明されていない」との見解を示した。
その後、多くの研究により、有害事象の発生頻度は、接種していない人と差がないことが明らかになった。HPVワクチンは、認可前に3万人、認可後に100万人以上を対象にした調査研究が行われてきたが、日本で報道されたような有害事象は起きていない。2015年、世界保健機関(WHO）は声明で、日本は「若い女性達は（ワクチン接種によって）予防しうるHPV関連のがんに対して無防備になっている。（中略）弱いエビデンスに基づく政策決定は、安全かつ有効なワクチンを使用しないことにつながり、実害をもたらしうる」と非難した。
勧奨中止から8年後の2022年4月に積極的接種推奨が再開された。しかし、この間に接種機会を逃し、防げたはずの子宮頸がんに将来かかる人の数は1学年あたり約4500人になると考えられている。そのため、接種の機会を逃した1997 - 2005年度生まれの女性が無料で接種できる「キャッチアップ接種」が2025年3月まで行われ、すでに2価・4価HPVワクチンを自費で接種した人には費用が払い戻される。

#### COVID-19ワクチン
COVID-19ワクチンは、同感染症の世界的流行における蔓延予防への社会的な要請が強い一方で、短期開発されたこと、主だったものが新しいタイプのmRNAワクチンであったことなどから、ワクチン忌避が比較的多いとされる。ただし2021年3月時点でのワクチン忌避の割合は国によって7 - 77.9%と幅が広い（高収入国を対象とした報告）。2021年に国立精神・神経医療研究センターほかによって実施された日本全国の2万6千人を対象とした調査では、全体の忌避率は11.3％であり、女性、低年齢において忌避率が高く（若年女性15.6％、高齢男性4.8％）、また低学歴、低収入、政府への不信、重度の気分の落ち込みといった属性において忌避率が高かった。回答された忌避理由としては副反応への心配が約7割であり、次いで効果への疑問が約2割であった。世界的にも人種的マイノリティ、女性、失業者、低年齢、低学歴、低収入、無保険、公的情報への不信、インフルエンザワクチンの無接種歴、インターネットの情報源利用といった属性において忌避率が高い傾向があるとされる。
非科学的な忌避の理由としては、「5Gに接続される」「磁力を帯びる」「マイクロチップが入っていてビル・ゲイツに監視される」「免疫が低下する」「2年後に死ぬ」「接種者のほうが死亡率が高い」などのデマが拡散された。また、「mRNAが遺伝子に組み込まれ、遺伝子配列が書き換えられる」「接種者の呼気や汗腺から、ワクチンにより体内でつくられるスパイクタンパク質が放出される」など、一見科学的らしいが偽科学である情報も蔓延している。しかし、mRNAが遺伝子に組み込まれることはなく、接種の汗や吐く息の中にスパイクタンパク質が確認されたこともない。科学っぽい誤情報に「スパイクタンパク質は胎盤をつくるタンパク質に似ているので、胎盤の形成が阻止されて不妊になる」というものもあるが、スパイクタンパク質と胎盤をつくるタンパク質は大きさも立体構造も異なるため、作用することはあり得ない。実験や接種後の追跡調査でも妊娠への影響は認められず、妊婦は感染で重症化しやすいためワクチンの接種が強く推奨されている。

##### ワクチン接種後死亡について
厚生労働省が公開する「副反応疑い報告」のデータが、反ワクチン派の「ワクチンで多くの人が死亡しており危険」と主張する証拠に使われている。しかし、ワクチン接種後に起きたという「前後関係」さえ満たせば、「因果関係」の有無は問わずに報告されるため、ワクチンとは因果関係が不明なもの、他の原因によるものも含まれる。「副反応疑い報告制度」では、2023年1月時点で、日本国内においてCOVID-19ワクチンとの因果関係が明らかな死亡例はなく、厚生労働省は「接種を止めなければならないような安全性の懸念は認められない」と評価している。日本にはもう1つ「予防接種健康被害救済制度」という、速やかに健康被害を救済するための制度があるが、医学的に厳密な因果関係までは必要とせず、接種後の症状が予防接種が原因ではないと断定できない場合も対象になる
。この制度は、集団免疫による「病気のまん延を予防する」という公衆衛生的効果の必要性を背景にしたものであり、「自分のためだけではなく、他の人のために」接種した予防接種の貢献に対し、要件を満たす場合は「因果関係不明」でも幅広く補償される。2023年1月時点で、日本国内においてCOVID-19ワクチン接種と死亡の因果関係が否定できないとして救済を認められたのは30例である。初認定となった91歳の女性は、基礎疾患として脳虚血発作や高血圧症、心肥大があり、接種後に急性アレルギー反応と急性心筋梗塞で死亡した。脳出血で4日後に死亡した基礎疾患のない26歳の女性は、頭部CTにて小脳半球から小脳橋角部にかけて石灰化を伴う血腫があり、元々出血リスクが高い脳動脈瘤などの病変が存在していた可能性が示唆され、ワクチン接種がどのような影響を与えたかは不明である。
ワクチン接種の有無にかかわらず、日常では死亡や急病が発生している。2019年の日本（人口約1億3000万人）では年間約138万人、1日平均では約3780人が亡くなった。そのうち、健康だった人が亡くなる心臓突然死は年間約7.9万人、1日約200件発生し、7分に1人が亡くなっている。一方、2023年2月17日までの日本のCOVID-19ワクチン総接種回数は3億81,18万2,768回で、人口の68.2%、65歳以上の91.1%がブースター接種（3回目）を受けている。そのため、ワクチン接種後に亡くなる人もいるが、「ワクチン接種後に死亡」という事例を「ワクチン接種で死亡」と捉えてはならず、その数が「ワクチン接種をしていない人」と比べて多いのかを評価する必要がある。厚生労働省や日本のデータを用いた研究は「ワクチン接種をしていない人が、COVID-19と関係なく自然に死亡する数」と比較して、ワクチン接種による死亡のリスクは増えていないとしている。また、COVID-19に関係する死亡数は、2021年3月3日 - 11月30日（デルタ流行期）の日本のデータでは、ワクチン接種はCOVID-19の患者数を33％（56万4596人）、死亡数を67％（1万8622人）抑制したと推算された。この試算は直接的な効果のみだが、ワクチン接種には間接的な効果もあり、全体の接種率が高くなると感染の連鎖や医療の逼迫が起こりにくくなるため、感染や死亡を抑制する効果はさらに大きいと考えられる。

##### ワクチン安全データリンク（VSD）
アメリカ疾病予防管理センター（CDC）は、「COVID-19ワクチンと死亡には、明らかな因果関係がない」「COVID-19ワクチンによりCOVID-19の感染や重症化・死亡が大きく減る」「COVID-19以外の死亡率は、非接種者より低い」と評価する。CDCには、1990年からワクチン安全データリンク（VSD）という、ビッグデータを用いたモニタリングシステムがあり、ワクチン接種者の接種後の病気の発生率と、非接種者の病気の自然発生率を比較することで、ワクチン接種と死亡との因果関係を検証している。VSDは、全米各地にある9病院の約1200万人の予防接種のデータと患者の疾患や病院受診、薬の服用などに関する情報を匿名化した上で蓄積しており、接種後に偶然同時に発生した症状と実際の有害事象との区別ができる。2020年12日 - 2021年7月、ワクチン安全性評価（VSD）の登録者を対象にしたコホート研究は、ワクチン接種群と非接種群のCOVID-19非関連死亡率の比較は、｢ワクチン接種群で有意に死亡率が低く、COVID-19ワクチン接種者の死亡リスクは増加しない」という結果だった。イギリス国家統計局（ONS）による接種者と未接種者の大規模な比較データでも、ワクチン接種で死亡リスクが増えないことが示された。同様のシステムは北欧諸国や、アジアでも1990年代から香港や台湾で、2000年代からマレーシアや韓国、タイ、中国で稼働している。日本にはこうした安全性を検証するシステムがないことが課題になっていたが、2022年に九州大学のグループが開発をした。今後、有害事象とワクチン接種との因果関係を正確に調べて、安全性を確認したいとしている。厚生労働省も、2025年度までに副反応疑いの情報と、自治体が管理している接種情報とひも付けたデータベースを作り、国が持つレセプト情報と連結させる方針を示している。

##### ワクチン有害事象報告システム（VAERS）
アメリカでは、「ワクチン有害事象報告制度（VAERS）」、「ワクチンの安全性データリンク（VSD）」、個々の有害事象に対する専門家の相談、研究を行う「予防接種安全性評価の臨床ネットワーク（CISA）」という3つのシステムが機能し、ワクチンの安全性を監視している。
VAERSは、有害事象の「自発的」な報告を受けるシステムであり、日本の副反応疑い報告とは違い、医療関係者だけでなく誰でもがウェブサイトを通じて報告ができる。VAERSには、ワクチンの有害事象情報が迅速に集められるという利点があるが、VAERSのデータだけでは有害事象とワクチンとの因果関係が評価できない。1990年、それを補うためにVSDが設立されたが、このシステムはVAERSにおける自発的な報告の限界の影響を受けにくく、ワクチン接種と有害事象との関連をより適切に評価することができる。VAERSの因果関係が証明されていない有害事象報告は、反ワクチン主義者がワクチンが有害であると主張する証拠に使われている。

##### 超過死亡
超過死亡は、「例年の水準から予測される死亡数と比べてどれだけ上回っているか」を示し、「COVID-19が死因として届けられた死亡」に加えて「他の死因として届けられたがCOVID-19が死因の死亡」「COVID-19が死因として届けられたが他の死因による死亡」「COVID-19が死因ではないが、医療逼迫や後遺症などで間接的に影響を受けた死亡」「COVID-19が死因でも間接的な影響を受けてもいない死亡」が含まれる
2021年6月27日 - 2022年3月26日（デルタ - オミクロン流行期）、CDCのデータを用いた研究によると、アメリカにおけるCOVID-19の死亡率はワクチン接種率上位10州（接種率 73%）は74.7人／10万人と、下位10州（接種率 52%）146人／10万人に比べて少なく、全死因の超過死亡率（COVID-19非関連と分類されたCOVID-19関連死や、医療逼迫による他疾患の死亡増加などを含む）も少なかった。もし、接種率の高い10州とアメリカ全体の死亡率が同じだった場合、COVID-19による12万2304人の死亡を回避し、全死因の超過死亡26万6700人を回避できたとする。
2020年12月 - 2021年12月、世界185か国・地域を対象にした研究では、COVID-19ワクチンで直接的に回避できたCOVID-19の死亡は1440万人、超過死亡は1980万人（63%減）と推定された。

### 宗教
ほとんどの宗教はワクチンの発明以前から存在するため、聖典に当然ワクチンの話題は存在しない。しかし、ワクチンが普及し始めた頃、一部のキリスト教徒は、天然痘による死亡を防ぐことは神の意思を妨げることであり、そのような予防は罪であると主張した。一部の宗教団体の反対は現在も続いており、ワクチンを受けていない子どもが集団全体に害を及ぼす恐れがある場合には、倫理的な問題が引き起こされる。多くの政府は、宗教的な理由から子どもへの義務的なワクチン接種を受けないことを認めている。一部の親はワクチンを免除してもらうために、安全性の懸念という真の動機を偽り、宗教的信念を主張している。
- アメリカの主要な宗派はワクチン接種に反対していないが、ワクチンを躊躇・拒否する信者は多く、特にキリスト教福音派の白人男性は、Qアノンの唱える「新型コロナウイルスのワクチンはヨハネの黙示録に書かれた獣の刻印で、監視のためのマイクロチップが含まれている」などの陰謀論を信じる割合が高い[287][288]。クリスチャン・サイエンスは、病気はワクチンではなく祈りによってのみ予防・治癒できるという教えにより、信者の間でポリオやジフテリアなどの流行が起きてきた[1]。プロテスタント原理主義のファミリー・リサーチ・カウンシルは、若い女性を貞操の道から遠ざけるとしてHPVワクチンに反対している[289]。ワクチン接種を行わない一部のアーミッシュの間でも、麻疹や百日咳、ポリオの流行が起きている[290][291][292]。しかしアーミッシュは教義からワクチンを拒否しているのではなく、ワクチンの副作用への誤った懸念が原因である[293][294][39]。
- ユダヤ教は、神からの贈り物である体を守るためにワクチン接種を勧めており、ワクチン受容層が多い[287][295][296]。ハシディズムの指導者ナフマン・ブラツラフ (1772–1810) は当時の医師と医療に対する批判で知られていたが、最初のワクチンが成功すると、「全ての親は子供の生後3か月までにワクチンの接種を受けさせるべきであり、それを行わないのは殺人と同じである」と述べた[297]。しかし、超正統派ユダヤ教徒にはワクチン忌避者が多く、未接種者からはポリオなどの感染症が発生している[298][299]。COVID-19流行時のイスラエルでは、超正統派を対象にしたワクチン接種キャンペーンが行われた[287][300]。
- イスラム教では、豚由来の成分がハラール（禁忌）かどうか議論になるが、自分や他者の生命を守ることが優先される傾向がある[287][301]。しかし、宗教的狂信者やイスラム過激派は、ワクチン接種を「非イスラム的」、あるいは西洋による不妊化計画であると見なしている[302]。このため、ポリオ予防接種プログラムの支援者が何人も襲われたり、殺害されている[303][304]。ソマリアとナイジェリアでは、イスラム過激派テロ集団のアル・シャバブとボコ・ハラムがそれぞれ予防接種プログラムを妨害している[305][306][307][308]。パキスタンとアフガニスタンのタリバンは、WHOのポリオ撲滅プログラムを妨害している[309][310]。
- 一部のワクチン[311]の試験や製造に使われる培養細胞は、30年以上前に行われた妊娠中絶によって得られた組織に由来し、それが道徳的な問題につながっている[312]。この細胞株は、アセトアミノフェンなどの医薬品の試験や、高血圧症などの治療の研究にも使用されている[313]。バチカンは、ヒト胎児由来の細胞株を使ったワクチンは道徳的に問題があるとする一方で、「生命を脅かす感染症を防ぐことでずっと大きな善をなしているため、代替手段のない場合のワクチンの使用は許容される」と結論づけた[314]。ただし「これは中絶を正当化するものではない」とし、完全に倫理的なワクチン開発を促した[313][315]。
- ロシア正教会は、ワクチン接種を「個人の選択の自由」とする方針を発表したが、「ワクチンに関する陰謀論を広めることは容認できず罪深い」とした[287]。また中絶された胎児の組織を使ったワクチンは、代替手段がない場合には中絶の罪にならないとしている[287]。英国国教会は、COVID-19ワクチン接種は他者を守る隣人愛の一部であるとし、国民保健サービス（NHS）の負担を減らすためにも、ワクチン接種を呼びかけた[316]。チベット仏教最高指導者のダライ・ラマは、COVID-19のワクチンを接種し、他のチベット人らにも接種を受けるよう呼び掛けた[317]。
- 日本の宗教界では、ワクチン接種の是非は議論の対象になっていない[318][288]。東洋医学を取り入れた宗教には、免疫力や神への祈りが大事と説いたり、自然農法を説く宗教では「COVID-19ワクチンはスパイクタンパク質を撒き散らす」「不妊になる」「磁力を帯びる」などと述べているところもある[318]。幸福の科学は、大川総裁の法力が込められた法話、書籍、楽曲CD、祈願などにはウイルスを撃墜する力があるとし、「コロナウィルス撃退曲」や「コロナワクチン副反応抑止祈願」などを販売している[318][319]。旧統一教会[320]と関係が噂される女性国会議員は、HPVワクチンは性の乱れに繋がるとして強く反対している[321][322][323][324][325]。旧統一教会は「真の家庭」「純血」を重視するため、自民党保守派と連携して性や生殖の課題について「左翼的」であるとして反対している[321][326]。旧統一教会の分派サンクチュアリ教会は、covid-19ワクチンの普及を「共産主義者の陰謀だ」と述べている[327]。MC救世神教は医療全般に対して否定的であり、2019年にはこの団体を発端に三重県などで麻疹の集団感染が発生した[328][329]。

### 自然派、スピリチュアルなもの
「人工的」なものを身体に入れたくないと思う自然派、スピリチュアルな考えに基づく反ワクチン運動は、特に子どもを案じる気持ちと密接に関わる場合が多い。そこには人間が本来持つ免疫力、自己治癒力を信用し、自然に任せれば大丈夫という反西洋医学、反大手製薬企業的な考えが土台にある。アメリカでは、ヨガやスピリチュアルのインフルエンサーが陰謀論を投稿し、Qアノンや反ワクチン陰謀論の入口となる例がある。反ワクチン陰謀論を唱えるスピリチュアルは、右派と左派両方の反近代合理主義や反科学技術的な考え方と相性がよく、自然派、添加物忌避、消費者運動、自然農法、反原発、神道、古代日本の神聖視など、スピリチュアルな思想を手がかりに繋がっている。2017年、フランスではワクチン義務化に対し、極右ナショナリストと極左エコロジストが反対の立場で団結した。
民間療法・代替医療の多くがワクチン接種に反対する思想 (病原菌説の否定を含む) に基づいており、その反対を表明する実践者がいる。これらには一部のカイロプラクティックコミュニティ、ホメオパシーや自然療法が含まれる。ワクチン接種に対する否定的な見解の理由は複雑であるが、少なくとも部分的にはこれらのグループを形成した初期の思想に基づいている。

#### ホメオパシー
いくつかの調査によると、一部のホメオパシーの実践者、特に医学教育を全く受けていないホメオパスが、患者に予防接種をしないように勧めていた。例えば、オーストリアではわずか28%のホメオパスが予防接種を重要な予防手段とみなしており、オーストラリアのシドニーでは、83%のホメオパスが予防接種を推奨していないことがわかった。また、自然療法の実践者の多くもワクチン接種に反対している。
ホメオパシーにおける「ワクチン」 (ノソード、nosode) は、いかなる有効成分も含んでおらず、免疫系を刺激しないため効果がない。それらが効果的な治療の代わりとして用いられる場合は危険であり、一部の医療組織はノソードに反対する行動を起こしている。カナダにおいてホメオパシーのノソードのラベルには「この製品はワクチンでもなければ、ワクチンの代替物でもない」という記述が必要である。

#### シュタイナー学校
神秘思想家ルドルフ・シュタイナーの人智医学にも、ワクチン接種の否定は見られ、シュタイナーはホメオパシーの影響を受けていた。シュタイナーは、ウイルスの存在を否定し、ワクチンはエーテル体（霊体）を肉体から切り離し、人間がスピリチュアリティ（霊性）を失うとして否定している。欧米では、シュタイナー学校はワクチン接種率が低く、感染症の集団発生の端緒となっている。

#### カイロプラクティック
カイロプラクティックは歴史的に、全ての病気は脊椎に原因があるため、ワクチンでは効果がないという信念のもと、ワクチン接種に強く反対してきた。カイロプラクターは、天然痘などの感染症も背骨のずれを調整することで治るとする。カイロプラクティックの創始者であるダニエル・デビッド・パーマー(1845–1913) は、「不潔な動物の毒を接種することにより天然痘やその他の病気から『守ろう』と努力することは、不条理の極みである」と書いている。現在でもワクチン接種に関してはカイロプラクティックの専門家の間で論争が続いている。ほとんどのカイロプラクティック関連書籍ではワクチン接種の否定的な側面に焦点を当てている。1995年のアメリカのカイロプラクターに対する調査では、約3分の1が予防接種には病気を予防する科学的な証拠がないと信じていた。カナダカイロプラクティック協会は予防接種を支持しているが、2002年にアルバータ州で行われた調査では、カイロプラクターの25%が子供への予防接種を勧め、27%が反対していた。
カイロプラクティック大学のほとんどは科学的エビデンスに沿った方法でワクチン接種に関する教育を行おうとしているが、いくつかの大学では否定的な見解を強調している教授陣がいる。1999 - 2000年のカナディアン・メモリアル・カイロプラクティック・カレッジ（CMCC）の学生に対して行った横断的調査では、公式には反ワクチンの観点からの教育はされていないものの、4年生は1年生よりも強くワクチン接種に反対しており、4年生の29.4%が予防接種に反対していると報告された。2011 - 2012年の同校の学生に対する追跡調査では、ワクチン接種賛成派が優勢であり、学生の支持率は84 - 90%と報告された。研究の著者の1人は、この態度の変化は「当時カレッジに在籍していた、ワクチン接種への反対を唱えるパーマーの主張を支持する一部のカリスマ的学生集団」の影響が失われたためであると指摘する。

#### 政治的立場
アメリカカイロプラクティック協会と国際カイロプラクティック協会は、義務的な予防接種法に対する個人的な免除を支持している。2015年3月、オレゴンカイロプラクティック協会は、不正な研究論文の主著者であるアンドリュー・ウェイクフィールドを招待し、上院法案442「オレゴン州の学校予防接種法から非医学的免除を除去する法案」に反対する証言を求めた。カリフォルニアカイロプラクティック協会は、ワクチンの信条による免除を終了させる2015年の法案に反対するロビー活動を行った。彼らはまた、ワクチン接種の免除に関連する2012年の法案にも反対した。
日本においては、東大・早大・筑波大の研究グループによる「コロナ禍におけるワクチンツイートの分析」では、コロナ禍以前からのワクチン反対派はリベラル政党とのつながりが強いが、新規のワクチン反対派は既存政党との結びつきが弱く反ワクチンを掲げた参政党との結びつきを急速に強めており、結果2022年参院選における参政党の議席獲得につながった可能性があると分析されている。

### 金銭的動機
代替医療の推進者には、ワクチンの誤情報を流して政府や科学への不信感をあおり、金銭的利益のためにニセ医療に誘導する人がいる。彼らは、ワクチンによって引き起こされた「損傷、ワクチン後遺症」を治すことができるとして「効果がなく高価な薬品、サプリメント、キレーション療法や高気圧酸素治療などの処置」、書籍やセミナー、カウンセリングを販売して利益を得ている。特にホメオパス（ホメオパシーの療法家）は、彼らが「自然な」ワクチン的効果をもつと主張する水薬注射や「ノソード」を売り出すことで利益を得ている。
ワクチンが「安全でない」ことを宣伝することで利益を得ている別の集団としては、ワクチン供給者に対する集団訴訟を組織する弁護士や法律事務所などがある。

## 不正確、誇張された情報の拡散
ワクチンデマを広め自分たちのサイトに誘導してアクセス数稼ぎや情報商材を買わせようとする人や、政治的・国際的な戦略から他国のワクチンの評判を下げるために偽情報を流す国がある。世界保健機関（WHO）は、ワクチンの誤報を5つのトピック「病気の脅威（ワクチンで予防できる病気は無害）」「信頼（ワクチンを投与する医療機関の信頼性を疑う）」「代替法（ワクチン接種に代わる代替医療など）」「効果（ワクチンは効かない）」「安全（ワクチンには利点よりもリスクが多い）」に分類している。
反ワクチン派は少数派だが、SNSによって増幅され、多数派の支持者と同等であるかのような印象を与えている。反ワクチンキャンペーンは、肯定的な広告よりも広範囲に展開され、多くの人々に届いている。Twitterでは、反ワクチン活動はボットやロシアのトロールにも支援されている。また、別の研究では、SNS上の誤情報キャンペーン（予防接種神話の拡散）がワクチンの効果に対する疑念を生むことや、不安な気持ちで接種することでノセボ効果によるワクチンの成分が原因ではない”副反応”を増やすことが報告されている。

### 反ワクチンデマを広める12人のインフルエンサー
NGO「デジタルヘイト対抗センター（CCDH）」によると、12人の主要な反ワクチンインフルエンサーがネットで共有されている誤情報の65%を拡散しており、それによる12人の合計収益は少なくとも年間3600万ドル（約41億円）に及ぶ。SNS等全体では広告収入などで最大11億ドル（約1250億円）の経済価値があり、反ワクチンは個々の不安に付け込んだ国際的な情報ビジネスとして成長産業になっている。この12人は栄養補助食や、反ワクチンや健康法の書籍やDVD、セミナーを販売している実業家などであり、数百人を雇用し組織的にデマの拡散を行っている。日本の調査でも、「ワクチンを接種すると不妊になる」という主張は、上位20人の投稿だけで全体の約4割を占めていた。CCDHは「SNS企業が危険なデマの拡散に加担し利益を得ており、その代償は社会が払わされることになる」と警告し、誤情報の発信源を断つよう求めた。2023年2月、CCDHは、Twitterのイーロン・マスクCEOが、買収後に反ワクチンインフルエンサーを含む10人の凍結アカウントを解除したことにより、年間最大1900万ドル（約25億円）の広告収入を得るだろうとの試算結果を発表した。
- ジョー・マコーラは、ワクチンに代わるサプリメントと医療機器の販売で成功した反ワクチン事業家であり、COVID-19の反ワクチンビジネスで年間約8億円の収益を上げている[372]。マコーラは元整骨医で、自身のウェブサイトにおいて、ホメオパシーや反ワクチンの疑似科学的な代替医療の概念を提唱し、医学界、科学界から強く批判されてきた[377][378]。また、ビジネス界からは「マーケティング手法が巧妙な宣伝、情報の巧みな利用、恐怖の戦術」に依存しているとして非難された[377]。COVID-19のパンデミック時は、ウイルスとワクチンに関する誤った情報を広め[379][380]、研究者から「コロナウイルス誤報のオンラインにおける主要な拡散者」として認定された[381][382][383]。2021年9月29日、YouTubeアカウントが削除された[384]。

- ロバート・F・ケネディ・ジュニアは、長期に渡り活動を続けている反ワクチンと陰謀論の運動家、弁護士、作家である[75]。ケネディ元大統領の甥であり、日本の反ワクチン本にも対談相手として登場している[75]。アメリカで最も影響力のある反ワクチン団体「Children's Health Defense（CHD）」の創設者兼会長であり、2005年以降、ワクチンが自閉症を引き起こすという科学的に否定された考えを広めてきた[385][386]。COVID-19のパンデミック時は、「ビル・ゲイツと5Gに関する陰謀論[387][388]」や「アンソニー・ファウチとビル＆メリンダ・ゲイツ財団の両者がワクチンで利益を得ようとしている」という誤った複数の陰謀論を拡散した[389][390][391][392]。2021年2月、Instagramアカウントがブロックされ[393][394]、2021年9月下旬、YouTubeアカウントが削除された[395]。2022年8月、FacebookとInstagramが「Children's Health Defense（CHD）」のアカウントを停止した[396]。2018年12月と2019年2月の調査では、Facebook上の反ワクチン広告の大部分はCHDと「Stop Mandatory Vaccination」の2グループによって支払われ、広告はワクチンのリスクを強調して寄付を集めていた[397][398]。2025年、トランプ大統領から厚生長官に指名されたケネディは、上院財政委員会公聴会で自身が「反ワクチンではない」と主張した。彼は自分の子どもにもワクチンを接種させており、ワクチンが医療において重要な役割を果たしていると述べた[399]。同年2月の上院投票では、賛成52票、反対48票の結果でアメリカ合衆国厚生長官として正式に承認された[400]。一方で、ケネディはHPVワクチン「ガーダシル」に関してメルク社を訴えた法律事務所ウィズナー・ボームから継続的に報酬を受け取っている。彼は弁護士ではないものの、これらの訴訟から得られる収入の10％を受け取る権利があると主張している。報道によれば、ケネディはこれらの訴訟から250万ドル以上を得ており、この額は彼の厚生長官としての約20万ドルの年俸を大幅に上回っている[401]。
- タイ&シャーリーン・ボリンジャーは、がんやワクチンの代替医療を推進する陰謀論、反ワクチン事業家の夫婦である[75][379]。がん治療に関する誤った情報、反ワクチン陰謀論、その他の陰謀論を拡散し、自身のウェブサイトとソーシャルメディアで、本、ビデオ、サプリメントを販売する[75][379]。ボリンジャーは元ボディビルダーであり、医学的な訓練を受けていない[402][403][404]COVID-19のパンデミック時は「ウイルスは実験室で作られた」「COVID-19は5G無線技術で感染する」「ビル・ゲイツがワクチンにマイクロチップを入れている」などの陰謀論を広めた[405][406][402][407]。

- シェリー・テンペニーは、アメリカの反ワクチン活動家、整骨医であり、ワクチンが自閉症を引き起こすという科学的に否定された仮説を広めてきた[75][408]。COVID-19ワクチンについても、「金属片が入っていて接種部位が磁石化する」「5Gに接続される」[409][379][410]などの誤情報を発信し、Facebook[411]、Twitter[412][413]、YouTube[414]のアカウントが削除された[75]。しかし、「反ワクチンセミナー」などを開催し、1人2万円の参加料を徴収するなどし、反ワクチン事業で多額の収益をあげている[415][416]。

### 情報戦
- 2014年7月から2017年9月までのツイートの分析により、2016年のアメリカ大統領選挙への干渉が疑われるロシアのインターネット・リサーチ・エージェンシー (IRA) が、ワクチンの安全性に関する不和を煽るため、Twitter上で積極的なキャンペーンを展開していたことが明らかになった[417][418]。このキャンペーンでは、IRAのトロールが「#VaccinateUS」というハッシュタグを用いて、極端にワクチンを推進または反対するメッセージを投稿し、それらが高度なTwitterボットによって拡散された[417][419]。ボットは一般ユーザーを装い、議論の両陣営にほぼ同数の支持者がいるという誤った印象を作り出していた[417]。

- COVID-19のパンデミック時、ロシアと中国は西側のCOVID-19ワクチンの信用を落とすための偽情報キャンペーンを行った[420][421][422]。2021年3月、アメリカ国務省はロシア諜報機関の指示でファイザーとモデルナのコロナワクチンに関する偽情報を拡散する3つの情報配信サイトを特定した[423]。これらのサイトは、ファイザーとモデルナのワクチンだけでなく、国際機関や軍事紛争、抗議行動、国民を分裂させる問題など、さまざまな種類の偽情報を拡散していた[423]。

- 2021年4月28日、欧州連合（EU）は、「ロシアと中国が組織的に、欧州でのワクチン接種と死亡を根拠もなく関連付けるセンセーショナルな偽情報を流し、欧米の新型コロナウイルスワクチンの安全性への不安をあおっている」とする報告書を公表した[364][424][425]。また、それとともにロシアや中国製ワクチンが優れているという偽情報を流しており、これは自国が開発したワクチンを世界各国に売り込む「ワクチン外交」を有利にするための戦略だとしている[212][426]。こうして欧米のワクチンの副反応を強調した結果、ロシア国内ではワクチンへの不信感から接種拒否者が多く、感染が拡大した[427][428]。

- 2021年5月、フランスとドイツのユーチューバーが、ロシアと関係するとみられるPR会社から「ファイザー社ワクチンで死者が何百人も出た」とする偽情報の拡散を依頼されたことを公表した[429][423]。PR会社は、スポンサーがいることを隠し、情熱と関心を持って自発的な発言に装うことを指示し、ファイザー社ワクチン接種後の死亡事故に関するデータ漏洩と思われる文書を共有するように依頼した[430]。しかし、この文書は実際にはさまざまな情報源から寄せ集められ、文脈から切り離され、偽りの相関関係を作り上げたものだった[431][423]。あるインドとブラジルのユーチューバーは、この文書と同じメッセージを押し出し、PR会社の概要にあるフェイクニュースのリンクを共有する動画を投稿していた[430]。このことは、インフルエンサーの力を使って偽情報を広める最後の試みになることはないとされ、フランスのYouTuberであるLéo Grassetは、「特に若者の世論を操作したいなら、TikTokのクリエイターやYouTubeのクリエイターにお金をかければいい。新しい収益環境は、偽情報の効率を最大化するために完璧に構築されている」と述べた[430]。

### 企業の対策
インターネットが国民の大多数にとって主要な情報源である現在、人々に科学的な情報を届け、誤った情報から保護することは公衆衛生にとって重大な課題である。SNS企業・IT企業などは、誤った情報の拡散に対抗するために、ポリシーに変更を加える必要に迫られた。
反ワクチンを巡るソーシャルメディアは、適切でないレコメンドアルゴリズムやエコーチェンバー現象など、さまざまな問題を抱えている。YouTubeは、反ワクチンの動画に対し、マネタイズを停止してランキングを下げたり、おすすめに表示される割合を減らしたり、動画を削除するなどの措置を行った。Facebookは、検索で反ワクチン派のページを予測候補に出さなくしたり、収益化や広告を減らす、虚偽情報にラベルを貼るなどの措置を行った。YouTubeやFacebookでは、「ワクチン」と検索すると最上位に厚生労働省などの信頼できる情報に誘導するリンクが表示される。大手通販サイトAmazonでは、反ワクチン書籍がベストセラーとしてリストアップされることが批判されている。これらの問題は、販売停止ではなく、カテゴリー分けやレコメンドを改善することで解決可能であるとされる。

### 日本のメディア
日本の新聞社やテレビ局の情報は、偽情報ではないが、「ワクチン接種後に死亡」とだけ伝え、因果関係が不明であることを書かないなど、誤解を与える情報になっていることがある。メディアが副反応を伝えるときは、見出ししか見ない人を想定し、「見出しで情報の文脈を伝えること」が求められる。また、中立的な報道をしようとするあまり、学術的な知見と「地球平面説」のような質の違う言質を両論併記し、「賛否がある」という誤った印象がワクチン接種率に影響を与えている。両論併記する場合には、報道の責任として、この言質は非主流派のものとして提供することが必要とされる。
日本の大手書店や公共図書館では根拠の乏しい医療本が「健康」の棚に置かれ、大手新聞の広告欄にも掲載されている。誤った健康情報の拡散は、ビジネスより大事な命や健康に関わる問題であり、大手企業がもたらす責任は大きい。研究者の大野智は、出版社に対し「憲法第21条で表現の自由が保障されているため、医学的に不正確な書籍の出版を止めることはできないが、第12条では自由や権利を濫用してはならず、常に公共の福祉のためにこれを利用する責任を負うと定められていることを忘れないでほしい」と述べている。日本新聞協会による新聞広告掲載基準では、「社会的影響を考え、読者の利益を守るため、『非科学的』な広告は掲載しない」としている。
日本では過去の薬害や副反応に関する報道などの影響が、ワクチンへのためらいの要因の1つとなっている。因果関係が不明な有害事象においてもワクチンのリスクを強調する報道があり、日本人のワクチンに対する不安が増大した。子宮頸がんを予防するHPVワクチンに関しては、大手メディアが副反応の不安をあおるキャンペーンを展開し、厚生労働省がHPVワクチンの接種勧奨をやめたという過去がある。COVID-19ワクチンの報道では、新聞、雑誌、テレビにおいて不安を煽る報道が展開され、医療従事者の反発により見出しを差し替えたり、記事を削除する出来事があった。ジャーナリストの佐々木俊尚は、こうしたマスメディアの報道は社会正義に重心を置いた結果だとし、その背景として、薬害エイズ時の「テクノロジーの暴走ではないか」といった議論におけるメディアの成功体験や、副反応などの追求しやすい少しの被害をどんどん批判しようとする点を、「歪んだ社会正義」として批判した。心理学者の原田隆之は、メディアは弱者に寄り添い権利を守るという信念により、不確かな情報に基づく「ワクチンを打たない権利」を強調しすぎていて、それにより「健康的に生きる権利」を奪っていると指摘する。そしてメディアが行うべき報道は「安易な中立論で表面的な権利に寄り添うことではなく、不安を抱えている人々に、科学的な情報を伝えるとともに、デマを否定し、安心してエビデンスに導かれた決断（Evidence-Informed decision）ができるように支援することである」とする。

## 予防接種率の低下後の事象
いくつかの国では、ワクチン接種率の低下後に病気と死亡率が増加した。アメリカ疾病予防管理センター（CDC）によると、ほとんど根絶された病気の再流行を防ぐには、ワクチン接種率が継続的に高水準で維持される必要がある。百日咳は、集団予防接種が実施されていない発展途上国では未だに主要な健康問題となっており、世界保健機関（WHO）は、2002年に百日咳によって29万4千人が死亡したと推計している。

### 天然痘

#### ストックホルム (1873–74)
宗教的反対、効力に対する懸念、個人の権利に対する懸念によって動機づけられた反ワクチン運動の結果、スウェーデンの他の地域では90%程度であった予防接種率は、ストックホルムでは40%強にまで低下した。ストックホルムでは1873年に大きな天然痘の流行が起こり、それによってワクチン接種率は上昇し、流行は終息した。

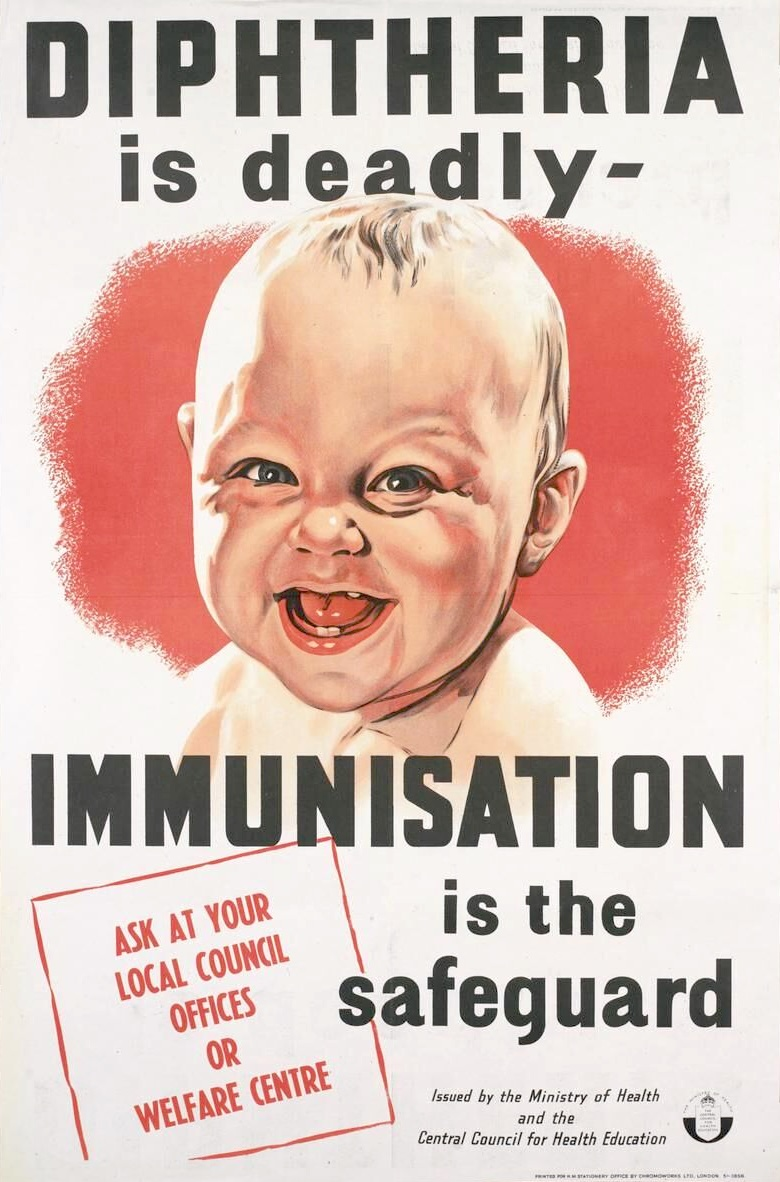
戦後のイギリス保健省によるポスター。保健省は子供にジフテリアの予防接種を行うよう強く促した。

### 百日咳（1970-80年代）
1970-80年代に、百日咳ワクチンの副反応が激しいことが世界中のマスコミで報道された。報道をきっかけにアメリカでは訴訟が年に200件以上行われ、製薬会社は次々と賠償金を支払い、ワクチン製造から撤退した。必要なワクチンを確保するため、アメリカとイギリスでは国がワクチンの副反応を救済する補償制度を作った。現在は改良されたワクチンが使われているが、当時副反応と思われた病態のほとんどが、先天的な難治性てんかん（ドラベ症候群）であることがわかっている。
しかし、恐怖心を煽るような報道により、イギリス、スウェーデン、日本を含むいくつかの国で予防接種率が低下した。

#### イギリス
イギリスではワクチンの接種率は81%から31%にまで低下し、引き続いて起こった百日咳の流行では10万例の患者と31人の死亡者がでた。主流の医学的意見はワクチンの有効性と安全性を支持し続け、国によるワクチンの有効性の再評価の発表後に国民の信頼は回復した。その後ワクチンの接種率は90%以上にまで増加し、病気の発生は劇的に減少した。

#### 日本
日本では、1975年に 三種混合ワクチン（DPT：ジフテリア、百日咳、破傷風）の乳児への接種が中止され、接種開始年齢を2歳以上に引き上げる対応を行った。その結果、1979年をピークとする百日咳の流行が起き、改良ワクチンがでるまでの6年間に百日咳の患者は10倍になり、100人以上が亡くなった。厚生省が百日咳ワクチンの接種開始年齢を生後3か月からに訂正したのは、14年後の1989年になってからであり、1970年代前半のレベルの感染者数に戻ったのは、接種中止から20年後の1995年であった。

### 麻疹
麻疹（はしか）は空気感染で広がり、死に至る可能性もある恐ろしい伝染病である。ワクチンができるまで、アメリカでは毎年300 - 400万人が感染して肺炎などの合併症で400 - 500人が死亡し、1000人程度が麻疹ウィルスによる脳炎を発症していた。日本においても高い乳幼児死亡率の一因だった。ワクチンは、1回接種で95%以上、2回接種で99％以上の人が免疫を獲得できる。ワクチンが普及した国では麻疹の「排除」が宣言されているが、海外から持ち込まれるウイルスによる、未接種者を主とした流行が起きている。

#### オランダ (1999–2000)
オランダの宗教コミュニティと学校において麻疹の大流行が起こり、3人の死亡と68人の入院を含む2,061件の症例が発生した。大流行が発生したいくつかの州の予防接種率は高い水準であったが、例外的に1つの宗派は伝統的に予防接種を拒否していた。麻疹の感染者の95%は、予防接種を受けていなかった。

#### イギリスとアイルランド (2000)
MMRワクチンに関する論争 (MMRワクチン論争) の結果、1996年以降のイギリスの予防接種率は急激に低下した。1999年末から2000年の夏にかけて、アイルランドのダブリン・ノースサイドで麻疹のアウトブレイクが起こった。当時、国全体の予防接種率は80%を下回っており、ノースサイドの一部では60%程度であった。300以上の症例が発生し、100人以上が入院した。3人の子供が死亡し、さらに数人は重症で、一部の人は回復のために人工呼吸器を必要とした。

#### アメリカ(2005–)
2000年、アメリカは麻疹の根絶を宣言した。国内での麻疹の伝染が1年間発生せず、残りは輸入感染症であった。
2005年のインディアナ州での麻疹のアウトブレイクは、子供への予防接種を拒否した親によるものであった。

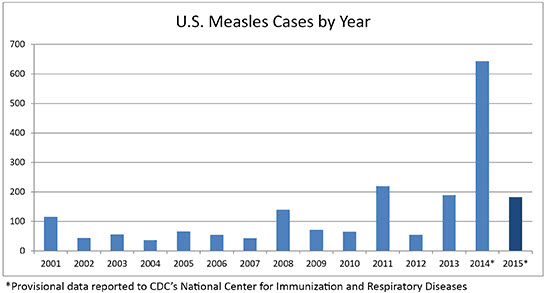
アメリカ合衆国における麻疹の発生件数。

アメリカ疾病予防管理センター (CDC) は、2013年の3つの大きな麻疹のアウトブレイクは、個人的または宗教的信念で予防接種を拒否した集団によるものであったと報告した。2013年8月時点で、ニューヨーク、ノースカロライナ、テキサスの3つの集団発生が、16州で報告された麻疹159件のうち64％を占めている。
2014年の症例数は最終的に27の州で668件と4倍に跳ね上がり、それには予防接種を受けていない訪問者によるカリフォルニアのディズニーランドでの伝染が含まれる。年前半の症例の97%前後は直接的または間接的な輸入感染症であり (残りは不明)、49%がフィリピンからのものであった。当時の患者288人のうち165人 (57%) は自らの意志で予防接種を受けなかった人であり、30人 (10%) は予防接種を受けていたことが確認された。
2015年の1月1日から6月26日の間に、24の州とワシントンD.C.の178人が麻疹に感染したことが報告された。これらのほとんど (117件 [66%]) は、2014年から続くディズニーランドでの大規模なアウトブレイクの一部である。CDCの科学者による解析によって、このアウトブレイクのウイルス型 (B3) が2014年にフィリピンで大規模な麻疹のアウトブレイクを引き起こした型と同一であることが示された。2015年6月2日に、12年ぶりとなる麻疹による死亡例が記録された。ワシントン州の免疫抑制状態の女性が感染し、後に麻疹による肺炎で死亡した。
2017年の4月には、ミネソタ州で麻疹のアウトブレイクが起こった。6月16日時点で78の症例が州によって確認され、71人が予防接種を受けておらず、65人はソマリ系アメリカ人であった。アウトブレイクはソマリ系アメリカ人の子供の低い予防接種率によるものであり、それは2008年に自閉症スペクトラム障害向けの特殊教育を受けているソマリ系未就学児の割合が不釣り合いに高いことに対し、ソマリ系の親が懸念を表明し始めたことに遡る。それとほぼ同時期に、不祥事を起こした元医師アンドリュー・ウェイクフィールドがミネアポリスを訪れ、反ワクチン団体と手を組みワクチンが自閉症の原因となる懸念を表明した。複数の研究によって、MMRワクチンと自閉症にはいかなる関係もないことが示されている。
2018年の秋から2019年初頭にかけて、ニューヨーク州で200以上の麻疹の確定症例が発生した。これらの症例の多くは、ブルックリンとロックランド郡内の予防接種率が低い超正統派ユダヤ人コミュニティで起こった。州の衛生局長 Howard Zucker は、これは近年の記憶で最悪の麻疹のアウトブレイクであると述べた。
2019年の1月には、ワシントン州で少なくとも36の麻疹の確定症例の発生が報告された。大部分はクラーク郡内で、州の他の地域に比べて予防接種の免除率が高い地域であった。州知事ジェイ・インスレーは州の非常事態を宣言し、州議会では個人的理由による予防接種の免除を許可しない立法が提案された。

#### ウェールズ (2013–)
2013年、ウェールズのスウォンジーで麻疹のアウトブレイクが起こった。1人の死亡が報告された。いくつかの推計では、ウェールズでの2歳児のMMRワクチンの接種率は1995年には94%であったものが2003年には67.5%まで低下しており、このことはこの地域に「脆弱な」世代が存在することを意味している。これは、かなりの数の親が子供にMMRワクチンを受けさせることを恐れるようになった、MMRワクチン論争と関連している。ウェールズでは2017年6月5日に、ニューポートの Lliswerry High School で新たな麻疹のアウトブレイクが起こった。

#### ルーマニア (2016–)
2017年9月時点では、麻疹の流行がヨーロッパ中、特に東欧で継続していた。ルーマニアでは、麻疹の症例が約9300件発生し、34人が死亡した。死者はすべて予防接種を受けていなかった。この流行は、2008年のヒトパピローマウイルスワクチンに関する論争を受けてのものである。2012年に、医師 Christa Todea-Gross はオンラインで自由にダウンロードできる書籍を公開した。この書籍には予防接種に関する国外の誤情報がルーマニア語に翻訳されたものが含まれており、反ワクチン運動の成長が大きく促進された。ルーマニア政府は2016年9月に麻疹の流行を公式に宣言し、子供への予防接種を奨励する啓蒙活動を開始した。しかし、2017年2月までにMMRワクチンの備蓄は枯渇し、医師は過重労働となった。4月ごろにはワクチンの備蓄は回復したものの、2019年1月までに死者数は59人に上った。

#### サモア (2019)
2019年11月、サモアでは麻疹が流行。4歳未満の子供48人を含む53人が死亡した。サモア政府は同年12月5日から6日にかけて政府機関を閉鎖すると発表した（2019年のサモアにおける麻疹の流行）。

### 破傷風

#### アメリカ
アメリカにおける小児の破傷風の症例のほとんどは、予防接種を受けていない子供で発生したものである。

### ポリオ
ワクチン接種により、ポリオはほとんどの国で根絶されたが、未だに流行を引き起こすことがある。ワクチン接種によって保護されていない場合、病気はすぐに国から国へと広がる。

#### ナイジェリア
2003年、ナイジェリア北部のイスラム教徒が多い地域で、経口ポリオワクチンの接種が中止された。この地域には2001年のアメリカ同時多発テロ事件を受けて西洋諸国への不信感があり、北部の指導者は「ワクチンは西洋諸国による人口削減戦略、不妊になる成分が入れられている」と主張した。その結果、ポリオの流行で多数の子どもが亡くなり、感染は世界20か国以上に広がった。ワクチンの安全性は、イスラム教徒が多いインドネシアで確かめられ接種が再開された。しかしナイジェリアでポリオの流行が収束したのは16年後の2020年だった。

## 歴史

### 人痘接種

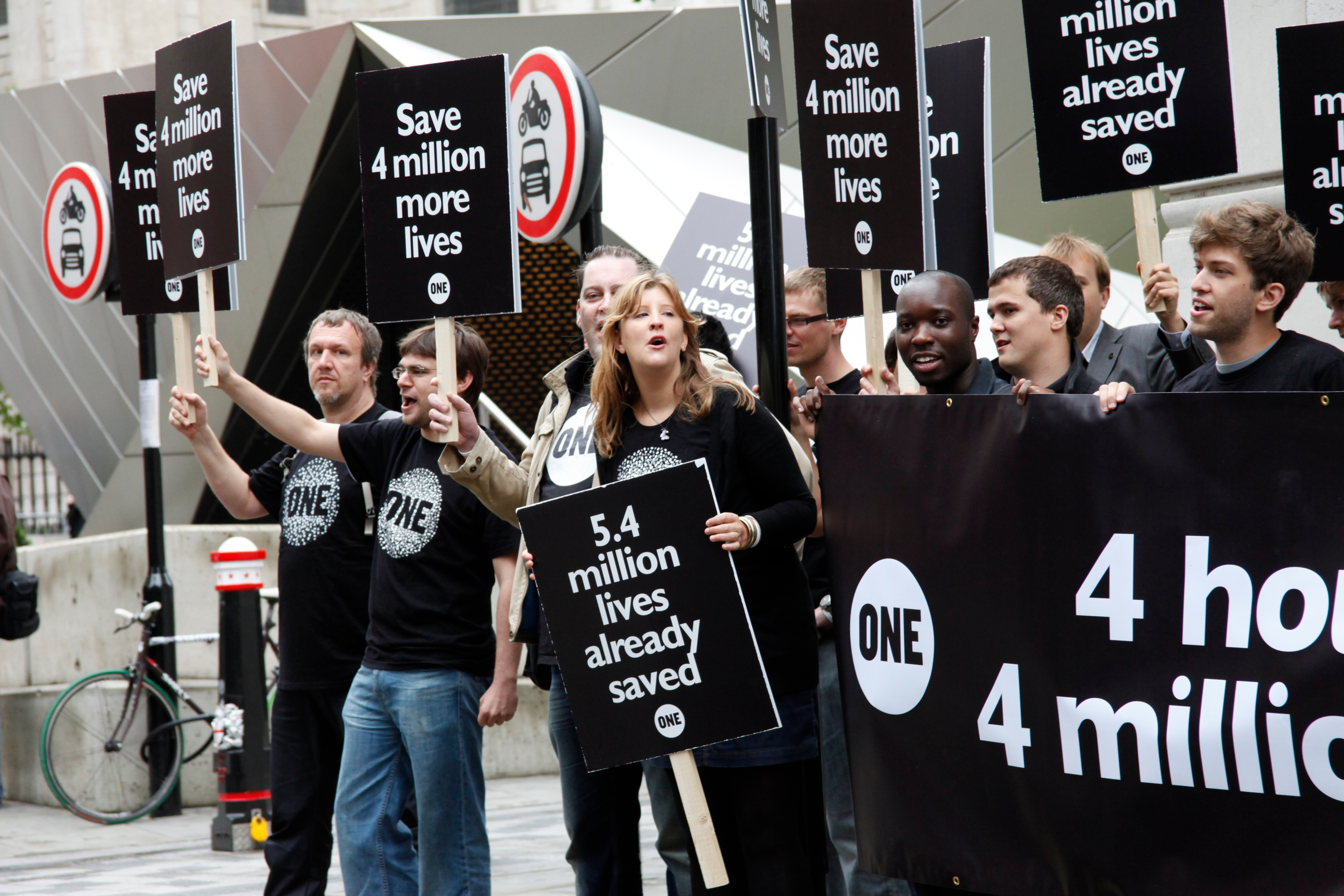
ロンドンにおいて発展途上国での予防接種の拡大を訴える活動家。

天然痘を予防する初期の試みは、軽度の症例によって免疫が付与されることを期待して、意図的に病気を接種するものであった。もともと接種（inoculation）と呼ばれていたこの技術は、後にエドワード・ジェンナーによって導入された牛痘接種（vaccination）との混同を避けるために人痘接種（variolation）と呼ばれるようになった。人痘接種は中国とインドで長い歴史を持っていたが、北アメリカとイングランドでは1721年に初めて用いられた。コットン・マザーは、1721年の天然痘の流行時にボストンに人痘接種を紹介した。コミュニティの強い反対にもかかわらず、マザーは医師ザブディール・ボイルストンを説得した。ボイルストンは最初に彼の6歳の息子、奴隷、そして奴隷の息子に対して実験を行った。各人は病気に感染して数日間臥せっていたものの、症状が消えてからは重症化することはなかった。ボイルストンはマサチューセッツの数千人の住民に人痘接種を行い、彼への謝意として多くの場所に彼の名が付けられることとなった。メアリー・ウォートリー・モンタギューは人痘接種をイングランドにもたらした。彼女はその手法がトルコで用いられているのを見つけ、彼女の息子は1718年に医師チャールズ・メイトランドの監督のもと、コンスタンティノープルで人痘接種を受けた。彼女が1721年にイングランドへ戻ったとき、彼女はメイトランドに娘に対しても人痘接種を行わせた。このことは多くの関心を呼び、ハンス・スローンはニューゲート監獄の何人かの囚人に人痘接種を行わせた。それらは成功し、さらなる短期間の実験の後の1722年には、キャロライン・オブ・アーンズバック皇太子妃の2人の娘も無事に人痘接種を受けた。王室の承認のもと、この技術は天然痘の流行の恐れがあるときの一般的な手法となった。
接種に対する宗教的議論はすぐに起こった。例えば、イングランドの神学者Reverend Edmund Masseyは、1722年の「接種という危険で罪深い行為（The Dangerous and Sinful Practice of Inoculation）」と題された説教において、病気は罪を罰するために神から送られたものであり、天然痘を人痘接種によって予防しようとするいかなる試みも「悪魔的所業（diabolical operation）」である、と論じた。当時は人気のある説教師の説教を出版する慣習があったため、それは聴衆へ広く行き渡った。Masseyの説教は北アメリカまで達したが、そこでも特にジョン・ウィリアムズによって宗教的な反対が行われた。より強力な反対は、エディンバラ大学で医学を修め、王立協会フェローで、ボストンに移住したウィリアム・ダグラスによるものであった:114–22。

### 天然痘の予防接種

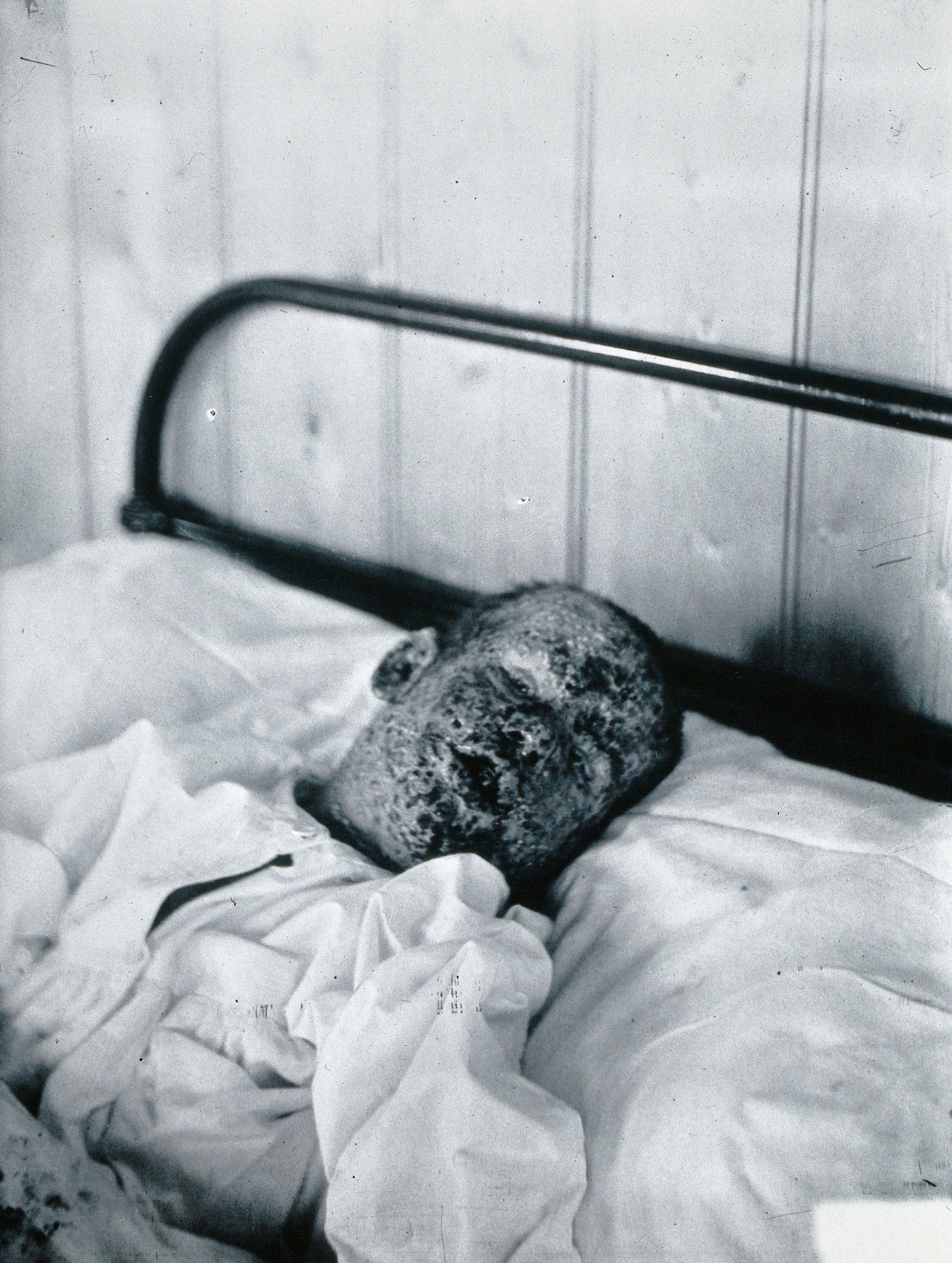
6歳の Henry Wicklin は天然痘で苦しんだ。天然痘は義務的な予防接種の結果、世界中で根絶された。

1798年にエドワード・ジェンナーが天然痘ワクチンを導入した後、人痘接種は衰退し、いくつかの国では禁止された。

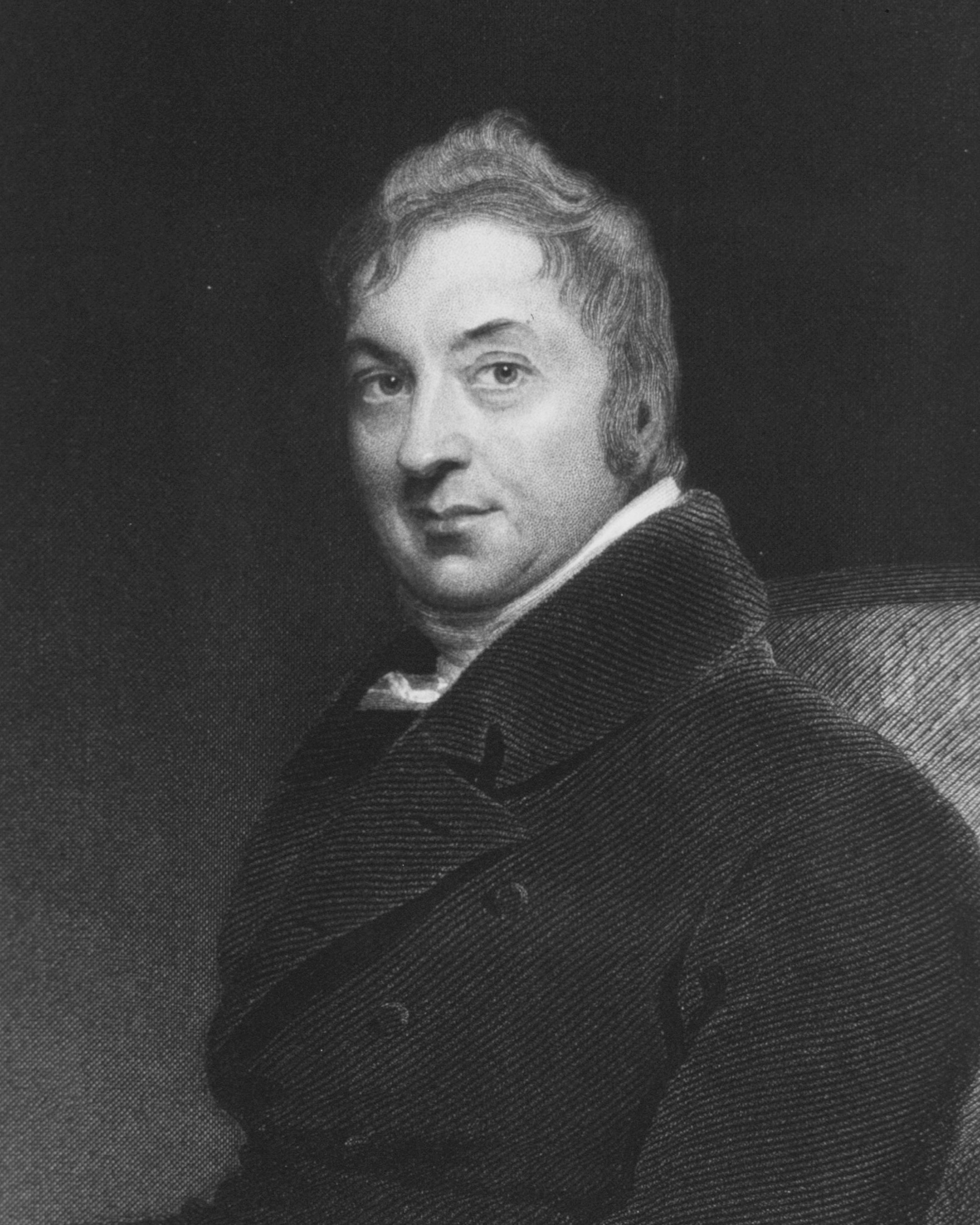
エドワード・ジェンナー

人痘接種と同様、予防接種に対しても宗教的な反対が行われたが、ジェンナーの友人であったReverend Robert Ferrymanや、好意的な説教を行っただけではなく自身も予防接種を行ったローランド・ヒル:221 といった聖職者の支持によって、ある程度の均衡が保たれた。また、金銭的な独占を失うことを予見した人痘接種の施術者による反対も行われた。William Rowleyはジェームズ・ギルレイの有名なカリカチュアの中で風刺されているような、予防接種によって生じたとされる奇形のイラストを発表し、Benjamin Moseleyは牛痘を梅毒になぞらえ、20世紀まで続く論争が開始されることとなった:203–05。
予防接種の支持者も安全性と効力について正当な懸念を示していたが、立法で予防接種を義務化する際の大衆からの非難はこれをはるかに上回るものであった。安全性と効力が懸念されることとなった理由は、生産の制御や失敗の検証を行う実験室的手法が発達する前に予防接種が導入されたことによるものであった。ワクチンは、当初は腕から腕へと接種されることで、その後は動物の皮膚での生産によって維持されていたため、微生物学的な無菌状態は不可能であった。さらに、病原体の検出法は19世紀の後半から20世紀の初頭以前には利用できなかった。後に汚染されたワクチンによって引き起こされていたことが判明した疾患には、丹毒、結核、破傷風、そして梅毒があった。梅毒は極めて稀 (1億回の予防接種で750症例と推計されている) であったが、特に注目を集めた。ずっと後になって、医学における予防接種の主導的な反対者であった医師チャールズ・クレイトンは、ワクチン自体が梅毒の原因であると主張し、その主題で一冊の書籍を執筆した。以前に予防接種を行った人物での天然痘の症例が発生し始めると、予防接種の支持者たちは、それらがたいてい非常に軽症で、予防接種後何年も経ってから発生したものであることを指摘した。一方、予防接種の反対者たちは、それらが予防接種が完全な保護効果を持つというジェンナーの考えと矛盾するものであることを指摘した:17–21 。予防接種が危険かつ非効果的なものであるという反対者たちの見解は、イングランドにおいて予防接種の義務化が導入された際に強硬な反ワクチン運動の進展をもたらした。

#### イングランド
人痘接種は高い危険性のため、イングランドでは1840年の予防接種法（Vaccination Act）によって禁止され、また幼児への任意の予防接種が導入された。その後、議会は義務的な予防接種を制定し執行するための一連の法案を通過させた。1853年の法案で予防接種の義務化が導入され、従わない者には罰金が課せられ、支払いに応じない者は投獄された。1867年の法案で年齢制限は14歳まで延長され、同じ子供に対して繰り返し拒否を行った者には繰り返し罰金が科せられた。当初、予防接種の規制は現地の貧民保護官（Poor Law Guardians）によって管理されていたため、予防接種に対して強い反対がある町では起訴を行わない同情的な保護官が選出された。しかし1871年の法案によって、保護官には執行が要求されるようになった。これによって政府と民衆の関係は大きく変化し、組織化された抗議が増加することとなった。ヨークシャーのキースリー（Keighley）では、1876年に反ワクチンを掲げて選出された7人の保護官が逮捕されて一時的に投獄されたことに伴い、 この "Keighley Seven" を支持する大規模なデモが行われた:108–09 :428。抗議運動は社会階級を越えて広がった。罰金の金銭的な負担は労働者階級に最も重くのしかかり、この層がデモの参加者の最多数を占めた。協会の組織や出版が中流階級によって行われ、支持はジョージ・バーナード・ショーやアルフレッド・ラッセル・ウォレスといった名士や、チャールズ・クレイトンやエドガー・クルックシャンクといった医師、ジェイコブ・ブライトやジェームズ・アランソン・ピクトンといった国会議員からも得られた。1885年までに、レスターでは3,000以上の起訴が保留となり、集団集会には20,000人以上の抗議者が参加した。
圧力が高まる中、政府は1889年に予防接種に関する王立委員会（Royal Commission on Vaccination）を設置し、1892年から1896年の間に6つの報告書が、そして1898年には詳細な総括が発行された。委員会の勧告は1898年の予防接種法に組み込まれ、義務的な予防接種は必要であるものの、2人の治安判事の署名のある証明書の提示によって良心的拒否による免除が認められることとなった。治安判事が義務的な予防接種を支持している町では署名を得ることが困難であったため抗議は続き、1907年の法案では単純な署名を伴う宣言によって免除が認められることとなった。これによって当座の問題は解決されたものの、義務的な予防接種は未だ法的強制力を持っており、強固な反対者はそれらの廃止へ向けてロビー活動を行った。義務的な予防接種の廃止は1900年の総選挙の労働党のマニフェストの要求事項の1つとなった。義務的予防接種は1948年の国民保健サービスの導入時に廃止され、義務的予防接種の支持者からの反対は「ほとんど無視できる」ほどのものであった。
ウェールズの予防接種はイングランドの法律の下にあったものの、スコットランドの法体系はイングランドとは別体系であった。スコットランドでは1863年に予防接種が義務化されたが、激しい抗議が起こり1907年になってようやく良心的拒否が認められた:10–11。
19世紀の後半、レスターは天然痘の管理に関して多くの関心を集めた。そこでは義務的な予防接種に対して特に強い反対があり、医療機関はこのことを考慮する必要があった。彼らは予防接種を用いるのではなく、症例の検知、患者の厳密な隔離、隔離病棟の準備に基づくシステムを作り上げた。このシステムは成功したが、予防接種の代わりに強制的な隔離が受け入れられる必要があった。1901年にレスターの医務官に任命されたキリック・ミラードは、当初は予防接種の義務化の支持者であったが、義務化に対する考えを軟化させる一方、接触者と職員に対しては予防接種を受けるよう奨励した。このアプローチは、当初は政府の方針に対する圧倒的な反対によって発展したものであったが、レスター法 (Leicester Method) として知られるようになった。やがて、それは天然痘のアウトブレイクに対処する最も適切な方法として受け入れられるようになり、世界保健機関の天然痘根絶運動に最も深く関係した人々によって「天然痘管理の歴史における重要な出来事」の1つとして挙げられることとなった。根絶運動の最終段階の、一般的に「監視と封じ込め」(surveillance　containment) と呼ばれる段階は、多くがレスター法に由来するものである。

#### アメリカ
アメリカでは、大統領トーマス・ジェファーソンは、ボストンの医師ベンジャミン・ウォーターハウスとともに、予防接種について強い関心を抱いていた。ジェファーソンは南部諸州へワクチンを輸送する手法、ワクチンが不活性化する主要因である熱による損傷を防ぐ手法の開発を奨励した。天然痘のアウトブレイクは19世紀の後半には封じ込められるようになったが、それは人口の大部分が予防接種を受けたことによるものである。天然痘の症例が減少すると予防接種率は低下し、19世紀の末には再び流行が起こるようになった。
1879年にイギリスの著名な反ワクチン活動家ウィリアム・テブがニューヨークを訪問した後、反ワクチン団体Anti-Vaccination Society of Americaが創設された。New England Anti-Compulsory Vaccination Leagueが1882年に、Anti-Vaccination League of New York Cityが1885年に結成された。アメリカにおける反ワクチン運動の戦略は、大部分がイングランドで用いられたものを踏襲していた。アメリカにおける予防接種は個々の州で規制されていたが、イングランドと同様の反発、反対、廃止運動が進展した。予防接種に関する論争は基本的に州ごとに行われていたが、1905年には合衆国最高裁判所に到達した。その訴訟、ジェイコブソン対マサチューセッツ州訴訟において、裁判所は州は天然痘の流行時に天然痘の予防接種を要求する権限があることを示した。
ピッツバーグ板ガラス (現：PPGインダストリーズ) の創設者であるジョン・ピトケアン・ジュニアは、アメリカの反ワクチン運動の主要な資金源かつ指導者となった。1907年3月5日、ペンシルベニア州ハリスバーグにおいて、ペンシルベニア州議会の公衆保健衛生委員会に対し予防接種を批判する演説を行った。彼は後にNational Anti-Vaccination Conferenceの後援者となり、1908年10月にはAnti-Vaccination League of Americaが創設された。その月の後半に連盟が組織されたとき、会員は初代会長としてピトケアンを選出した。
1911年12月1日、ピトケアンはペンシルベニア州知事ジョン・K・テナーからペンシルベニア州予防接種委員に任命され、委員会の結論に強く反対する詳細な報告書を著した。彼は1916年に亡くなるまで断固たる予防接種の反対者であった。

#### ブラジル
1904年11月、長年の不適切な衛生状態と疾病、そしてそれに続く公衆衛生担当オスワルド・クルスによる説明不十分な公衆衛生運動に対し、リオデジャネイロの市民と士官候補生はワクチン反乱 (Revolta da Vacina) と呼ばれる蜂起を行った。暴動は予防接種法が施行される日に起こった。多くの人々が長年にわたって都市の再開発などの公衆衛生計画に反対してきたが、予防接種はその計画の最も恐ろしい面、最も目に見えてわかりやすい面の象徴であった。

### その後のワクチンと抗毒素
天然痘のワクチン接種に対する反対は20世紀に入っても続き、新しいワクチンやジフテリアの抗毒素治療の導入も論争になった。抗毒素に使われるウマの血清をヒトに注射すると、血清病とよばれる過敏症を引き起こすことがあった。さらに、天然痘ワクチンを動物で製造し、ウマの抗毒素を製造していたことから、反動物実験活動家がワクチン接種に反対するようになった。
ジフテリアの抗毒素は、ジフテリアの免疫を獲得したウマから採取される血清であり、受動免疫を与えることでヒトの症例の治療に用いられた。1901年、ジムというウマの抗毒素が破傷風菌で汚染され、ミズーリ州セントルイスで13人の子供が死亡した。この事故は、ニュージャージー州カムデンで破傷風で汚染された天然痘ワクチンによる9人の死亡事故と合わせて、1902年の生物製剤管理法の迅速な成立につながった。
ロベルト・コッホは1890年にツベルクリンを開発した。結核にかかったヒトに接種すると過敏症反応を起こし、現在でも感染者を検出するために使われている。コッホはツベルクリンをワクチンとして使用しようとしたが、ツベルクリンによって潜伏していた結核が再活性化し、重症な反応や死が引き起こされた。これは新たなワクチンの支持者にとって大きな後退となった:30–31 。このような事故により、ワクチン接種と関連する手法に関するあらゆる不都合な結果が宣伝され続けることとなり、それは新しい手法が増加するにつれて増大した。
1955年には、カッター事件 (Cutter incident) として知られる悲劇が起こった。カッター社が製造した12万回分のポリオワクチンに、不活化ウイルスとともに生ウイルスが誤って含まれていた。このワクチンによって4万人のポリオ患者が発生し、53人の麻痺患者と5人の死者を出した。この病気は接種者の家族を通じて流行し、さらに113件の麻痺患者と5人の死者をだした。これはアメリカ史上最悪の薬害の1つである。
1982年には、アメリカでTVドキュメンタリー『DPT：ワクチンルーレット』が放送され、三種混合ワクチン（DPTワクチン）に関する議論を巻き起こした。1998年にはアンドリュー・ウェイクフィールドによる不正な学術論文が発表され、新三種混合ワクチン (MMRワクチン) 論争の火種となった。また近年では、11歳と12歳の少女に対するヒトパピローマウイルスワクチンの接種が乱交を助長するとして論争になっている。

### 戦争と予防接種

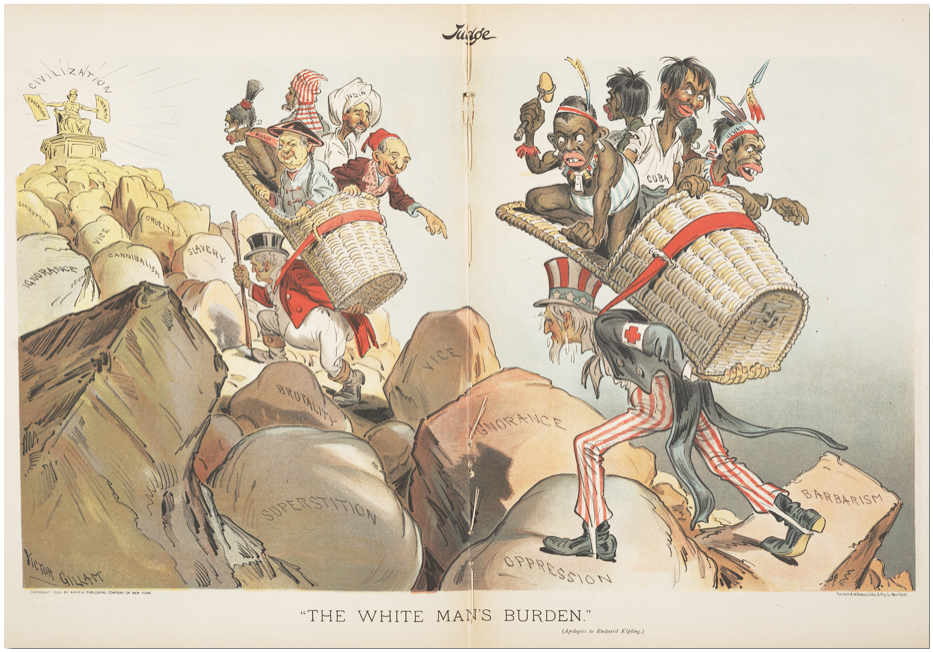
Judge誌に掲載された1899年のラドヤード・キップリングの有名な詩『白人の責務』(The White Man's Burden) の風刺画。この詩の哲学はすぐさまフィリピン併合に対するアメリカの対応を説明し正当化するために利用された。アメリカは、文明化と現代化の普及を確実にする道徳的必要性に基づく、フィリピンとプエルトリコの帝国主義的統制の主張のため「白人の責務」を利用した。

アメリカは義務的予防接種、特に戦争時に国内または国外のアメリカ人兵士に対する予防接種の強制に関して非常に複雑な歴史を持っている。兵士が戦闘による傷ではなく疾病で死亡した例は数十万件存在する中でも疾病による死者数が多かったのは南北戦争であり、62万人が疾病で死亡したと推計されている。アメリカ人兵士は他の国で疾病を拡散し、最終的に飢餓と貧困によって社会全体と医療システムを破壊した。

#### 米西戦争
1898年の米西戦争の結果、米国はキューバ、プエルトリコ、フィリピンの管理権をスペインから獲得した。植民者として米国は先住民に予防接種を行うことで医療を管理するアプローチをとった。米西戦争は病原菌説によって疾病に関する知識が補強された「微生物学革命」の時代に起こったが、この戦争での兵士の死因の半数以上は疾病によるものだった。米兵たちは、そうとは知らず、宿営地で細菌を育て、疾病の拡散因子として機能した。米兵の進出で、キューバ、プエルトリコ、フィリピンなどこれまで連結されることのなかった国々が連結し、流行が起こった。アメリカ人兵士の機動性は、疾病の移動を促進し、迅速に現地人を感染させた。
アメリカは、キューバ、フィリピン、プエルトリコにおける帝国主義的行動と、「暗色の肌の野蛮人」が現代的な衛生水準へ到達するのをアメリカが助ける必要性を説明するため、ラドヤード・キップリングの詩『白人の責務』(The White Man's Burden) を利用した。戦争、戦中、戦後における国外でのアメリカの行動は、特に先住民のための適切な衛生習慣の必要性を強調した。アメリカの健康水準や手法に従うことを拒否した先住民は、罰金を科せられるか投獄されるかした。プエルトリコでは、予防接種を行わないことに対する罰金は10ドルであり、予防接種を受けない限り毎日5ドルが科せられ、支払いを拒否すれば10日以上投獄された。村全体が軍の現在の衛生方針を拒絶した場合は、いつでも天然痘や黄熱といった風土病から兵士の健康と安全を守るために焼き払われる危険性があった。ワクチンはプエルトリコ人、キューバ人、フィリピン人に強制的に投与された。プエルトリコの軍人の提供する公衆衛生サービスは、一般的な予防接種命令に加えて、子供が6か月に達するまでに予防接種を行う義務を課す軍事命令で最高潮に達した。プエルトリコでは1899年の終わりまでに、アメリカ軍と practicantes と呼ばれる雇われた先住民の予防接種実施者によって、5か月の間に86万人の先住民が予防接種を受けたと推計されている。この期間には、国外の兵士の命を守るための試みとして「熱帯医学」を含む医療行為の拡大に向けた動きがアメリカによって開始された。

#### ベトナム戦争
ベトナム戦争の間、予防接種は海外で戦う兵士にとって必要であった。疾病は兵士につきまとうため、彼らはコレラ、インフルエンザ、麻疹、髄膜炎菌、ペスト、ポリオ、天然痘、破傷風、ジフテリア、腸チフス、チフス、黄熱を防ぐワクチンを受ける必要があった。当時、ベトナムで主に流行していた疾病は麻疹とポリオであった。ベトナムに到着すると、アメリカ軍は"Military Public Health Assistance Project"を指揮した。この公衆衛生プログラムは、南ベトナム全体に公的医療施設を創設または拡大するという、アメリカ軍とベトナム政府の合同の構想だった。ベトナムの地方の村々で接種が行われた。アメリカ軍は患者の選別、薬剤の調合、衣服や食料の配布、漫画本などによるプロパガンダまで行った。

## 政策
カリフォルニア州上院法案277やオーストラリアの「No Jab, No Pay」など、ワクチン接種を義務付ける政策は、激しい反ワクチン運動を引き起こしてきた。ワクチン接種義務化への反対は、陰謀論による反ワクチン感情や、個人の自由が侵害されることへの懸念に基づく場合がある。

### 義務化と個人の自由
義務的なワクチン接種の反対者は「政府が個人の選択の自由を侵害している」と主張する。一方、支持者は「ワクチン接種の十分に証明された公衆衛生上の利点」を引用する。ワクチンを「接種したくない」人の人権は可能な範囲内で守られるべきだが、その自由な判断は正確な情報による公平なリスク評価によって行われなければならず、その判断が他者を害さないことが前提になる。
ワクチンを接種していない人は病気に感染しやすく、幼児や高齢者、免疫力の弱い人、ワクチンが有効ではない人に病気を広げやすいため、ワクチン接種政策には「公共の福祉」に対する「個人の自由」という複雑で倫理的な問題が含まれる。感染症の流行を防ぐには、集団のうち麻疹は95％、風疹は80%以上の高い接種率が必要であり、個人の自由では集団免疫は達成できない。アメリカでは、予防接種は義務ではないが、一般に子どもたちが公立学校に通うためには必須であり、ジフテリアや破傷風、百日咳、ポリオ、MMR（麻疹、おたふく風邪、風疹）、水痘、A型肝炎、B型肝炎、髄膜炎などのワクチン接種を受けていないと通うことができない。多くの州で、健康的理由以外に宗教や思想上の理由でも予防接種の免除を認めているが、2021年1月現在、ミシシッピ州、ウェストバージニア州、カリフォルニア州、メイン州、ニューヨーク州の5つの州が、学校でのワクチン接種義務に対する健康的理由以外の免除を撤廃している。2022年、公立学校のワクチン義務付けに反対する保護者が増えているという調査が発表された。これは、COVID-19ワクチンをめぐる共和党の「健康の自由」政策や、公衆衛生当局への不信感が原因とされ、調査では全体の28％の大人が「たとえ他人に健康リスクをもたらすとしても、親は自分の子どもにワクチンを接種しないことを選択できるようにすべきだ」と回答した。アメリカでは小児ワクチンの接種率が低下した結果、麻疹を始めとした小児感染症の流行が発生している。
イタリアでは、2017年に麻疹の急増により子どもに10種類のワクチン接種を義務化したが、2018年にワクチン懐疑派の政党が選挙に勝ち、義務化を廃止した。廃止の理由は「強制的なワクチン接種は無意味で危険」「『はしかパーティ』で子どもどうし感染させ合ったほうが『自然な免疫』がつく」「ワクチンは自閉症の原因となる」というものである。そして接種率が下がった結果、同年に麻疹が大流行した。専門家はワクチン懐疑派に対し、「義務化は個人の自由の侵害だと訴えるが、子どもたちから最良の医療を受ける権利を奪っている」と非難した。

### 子供の権利
ワクチンの義務化は、親の権利に関する倫理的な問題を引き起こす。医療倫理学者アーサー・カプランは、「ワクチンに対する親の感情に関係なく、子どもはワクチンを含む利用可能な最善の医療を受ける権利がある」と主張し、「医療の自由と選択に関する議論は、子どもの人権と憲法上の権利と相反する。親が守らないときは政府が守らなければならない」と述べている。
1905年から2016年までの裁判例を調べたところ、子どもにワクチンを接種しないことがネグレクトにあたるかどうかについて審理した9件の裁判のうち、7件がワクチン拒否を子どものネグレクトの一形態であると判断している。
ワクチン未接種者による病気の蔓延を防ぐため、法律で定められていない場合でも、ワクチン未接種の子どもの入学を禁止している学校や病院がある。医師がワクチン未接種の子どもの治療を拒否することは、子どもと公衆衛生の両方に害を及ぼす可能性があり、親が子どものために別の医療機関を見つけることができない場合、非倫理的と見なされる可能性がある。
これについては意見が分かれており、最大の専門家集団であるアメリカ小児科学会（AAP）は、ワクチン未接種の子どもを排除することは、限定的な状況下では選択肢となりうると述べている。

## 対策

### 調査
- 2021年4月と9月に日本で行われたインターネット調査では、ワクチンの誤情報を信じやすい人には「政府や専門家への信頼感が低い」「情報源としてYouTubeを用いる頻度が高い」「日常への不安が強い」「反科学的な態度が強い」「疑似科学的なものへの信奉度が高い」などの傾向があった[584][67][585]。ワクチンに対する態度は感染状況や周囲の意見によって左右されやすく、ワクチンデマはその都度訂正をしていくことが重要であるとする[586][67][587]。また、ワクチン忌避の理由として「副反応への不安」が多いことから、「副反応のリスクとワクチンの利益を比較できるバランスの取れた情報提供」「医療従事者による情報発信」「政府と国民との信頼関係の構築」「ワクチンがどのように機能するかについての科学教育に対する努力」が必要だとし、誤情報を信じやすい人は「政府や専門家への信頼感が低い」ため、SNSなどによるインフルエンサーを活用した発信も効果的であるとする[585]。
- 2021年、ワクチン忌避に関する3か国の比較調査では、日本においては「学歴」「主観的規範」「政府への信頼」が高いほどワクチン接種の意欲が高く、「副反応による活動への影響懸念」「ワクチン接種のわずらわしさ」が高いほど接種の意欲は低くなる傾向があった[588][589]。2021年、日本で行われた調査では、ワクチン忌避者には「一人暮らし、低所得、低学歴、政府への不信感がある人」などの割合が高く、忌避の理由として「安全性や有効性に対する懸念」が多かった[590][591]。2022年、アメリカで行われたブースター接種率に関する調査では、学歴や収入の高さと接種率の高さが相関していた[592]。これらの調査では、接種率が低い人々に届くように工夫した取り組みが、公衆衛生に利益をもたらす可能性を指摘している[592][590][587]。
- 日本で行われた別の調査では、日本人の「3 - 5人に1人」はワクチンデマなど何かしらの陰謀論を信じていると分析され、騙されるのは「特殊な人」ではないとする[593][594]。研究では「政治的関心が高く、物事をしっかり判断できると思う普通の人」が、「知識を得ようとして『真実』にはまり込む」危険性を指摘する[593][594]。陰謀論から自己を守るには、「自分が『正しい』と思い込みすぎず、『真実』にたどり着いたときは一歩引いて考える」「フィルターバブルから離れるために、『自分の信念や認識の正しさ』だけを補強してくれる場（エコーチェンバー）から一定の距離を保つ」「信頼できる情報源を参照する」ことが良いとする[593][594]。公的機関の情報は、複数の専門家の目を通った「集合知」であることが多いため、妥当な情報が発信される可能性が高い[75][595]。

### 利便性の改善
ワクチンの利便性（接種場所や予約のしやすさ、時間、金銭面など）の改善、義務付けを含む多様な取り組みが、ワクチン接種率を改善させる可能性がある。同時に複数種類の免疫を得られる「混合ワクチン」や「同時接種」は、時間的・金銭的な負担を軽減させる。

### 専門家の対応
ワクチン接種をためらう人と接する際には、頭ごなしに否定するのではなく、「誠実で敬意に満ちた会話調を保つこと」「ワクチンのリスクを認めつつ病気のリスクとのバランスをとること」「不安を丁寧に傾聴しながら、冷静な決断ができるように信頼できる情報源を紹介すること」「継続的に会話をすること」「特定のデマの否定に過剰な時間をかけないこと（相手の心の中でデマを強化して逆効果になる場合がある）」「事実に焦点を当てデマを単に虚偽と特定すること」「情報をできるだけシンプルに保つこと（デマが真実よりもシンプルな場合、シンプルな方を受け入れやすい）」などが推奨されている。アメリカ小児科学会（AAP）は、医療従事者がワクチンの有効性と安全性について、保護者の懸念に直接対処するよう勧めている。医療提供者から提供される推奨の強さもまた、接種に影響を与え、強い推奨は弱い推奨よりも高い接種率をもたらしている。
世界保健機関（WHO）は、専門家が公の場で対応する際に、反ワクチン派ではなく、一般の人々を対象にすることを推奨する。また、会話の目的として反ワクチン派が誤った情報を広めるために使うテクニックを明らかにして誤りを訂正することを提言し、そうすることで一般の人々が反ワクチンの戦術に対して抵抗力を高められるとしている。

### 科学教育
反ワクチン派には、「製薬会社や政府が裏で情報を操作して不当な利益を得ている」などの陰謀論を唱える人もいる。陰謀論や偽科学、科学否定、スピリチュアル、歴史修正主義には共通の特徴が見られ、1つのパッケージになっているケースもある。このような思考を抱く人たちは、「何を信じるべきなのかはあらかじめ決まっており、その信念を裏づけるために証拠を探す」「個別のエピソードや伝聞による証拠へ過剰に依拠する」「仮説や理論と合致しない証拠は無視する」「既存の科学的な知識に立脚していない」「印象的に聞こえる専門用語を使い、仮説や理論が科学的に立派に見えるようにする」などの傾向が見られ、カルト教団や排外主義、ファシズムとも結びつきやすい。偽科学は、科学的な雰囲気を持つ用語をちりばめて、「科学への理解が弱く、科学的な雰囲気に弱い人たち」を捕えようとする。騙されないためには、科学リテラシーを身につけることが必要であり、ワクチンがどのように作られ、機能するかについての科学教育が必要とされる。

### コミュニケーション
ワクチンや進化論のように、科学的コンセンサスが得られたことに強く反対する人は、正確な知識が欠けている一方で自分の知識に自信を持っている（ダニング・クルーガー効果）という調査研究があり、このような人たちには事実による説得は効果がないと思われる。社会から疎外され、不満や不安を抱いていた人々が、SNSやYouTubeで見聞きした情報を信じ、ある日突然「真実に目覚めた」場合、科学よりも自分を目覚めさせてくれた「教義」が大事になる。科学に携わる人間は「客観的な科学的根拠」に基づいた情報を提供すれば、議論・相互理解できると思いがちだが、それは彼らの誤解を強化し、逆効果となることがある。ワクチンを一度「接種しない」という選択をすると、後悔しないために、自分の選択を支持する資料ばかり集める「確証バイアス」に陥るため、情報提供だけでは不十分で、相手の心理的要因などを考慮したコミュニケーションが重要となる。